# Église Notre-Dame-de-l'Assomption de Haravilliers
L'église Notre-Dame-de-l'Assomption est une église catholique située à Haravilliers, en France. De dimensions généreuses par rapport à l'importance du village, elle se distingue au premier regard pas son haut clocher-tour précédant la façade méridionale, mais il n'est pas d'un grand intérêt architectural. L'élément le plus remarquable est la tourelle d'escalier romane à l'angle sud-ouest de l'édifice, coiffé par un lanternon richement décoré. L'organisation et le plan de l'église sont difficiles à comprendre, car presque chaque siècle a laissé ses traces (sauf le XVIIe siècle et le XXe siècle), et tous les styles architecturaux du roman tardif jusqu'au classicisme sont représentés, hormis le gothique flamboyant. En même temps, les différentes parties de l'église réunissent souvent des éléments provenant d'époques différentes. L'édifice est classé monument historique depuis 1915.

## Localisation
L'église est située dans le département français du Val-d'Oise et dans le Parc naturel régional du Vexin français, sur la commune d'Haravilliers, rue de l'Église, près du carrefour avec la rue du Colombier. Cette position est à la fois centrale, car près du principal carrefour du village, et périphérique, car le village s'arrête derrière l'église : ceci est dû aux dimensions restreintes du chef-lieu de la commune, sachant que celle-ci se compose de nombreux hameaux. La façade occidentale se rapproche de la rue, et toute l'élévation méridionale est également bien visible depuis la rue. Le cimetière entoure toujours l'église, et l'on peut donc faire le tour de l'édifice.

## Historique

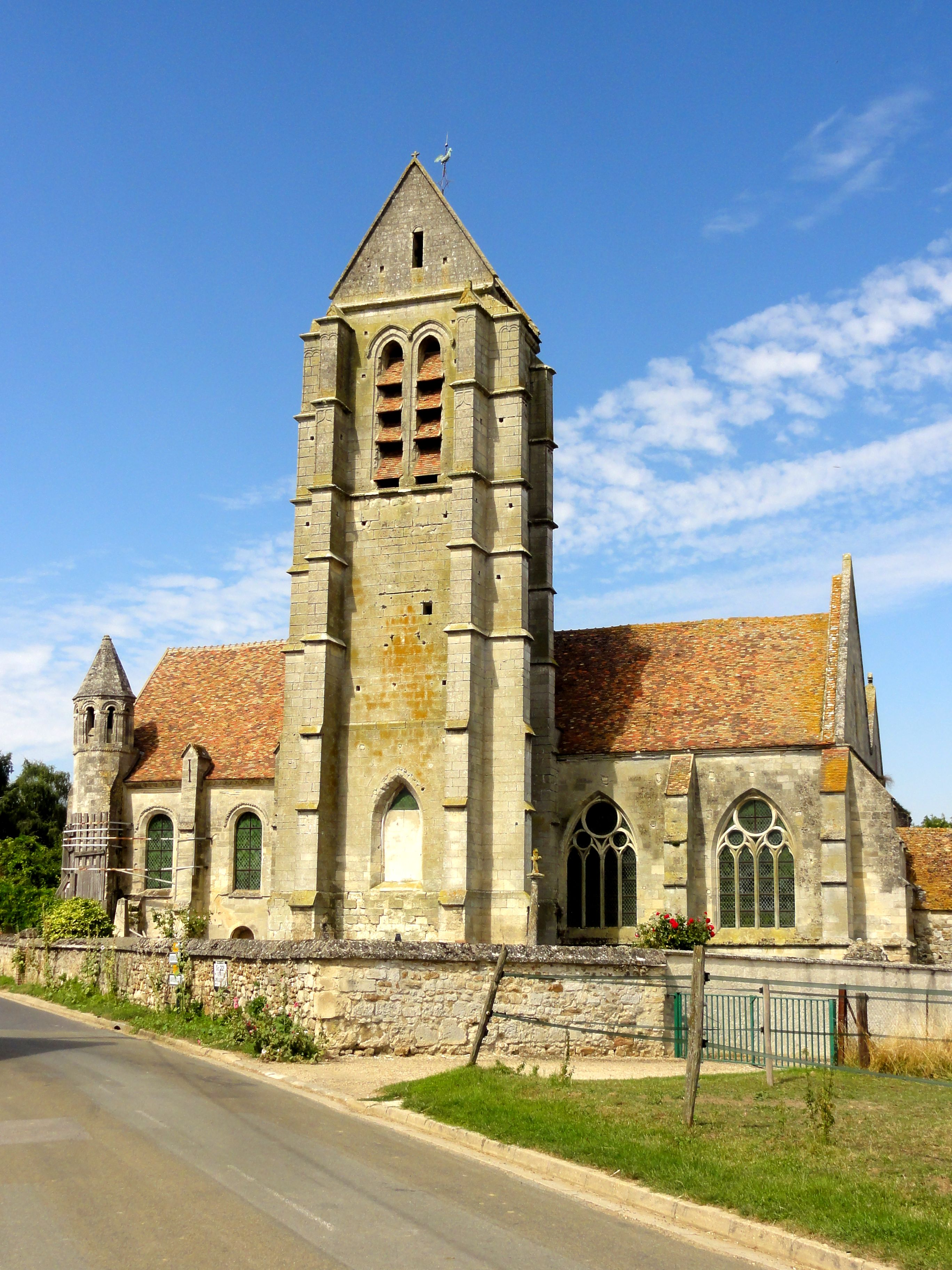
Vue depuis le sud.

L'histoire de l'église ne peut qu'être déduite de ses différents composants et de leur analyse archéologique. Les parties les plus anciennes sont romanes et datent du milieu du XIIe siècle, à savoir la façade occidentale (sauf le portail) et la façade méridionale de la nef, ou plus précisément de son collatéral sud. L'église a dû être agrandie dès le siècle suivant, époque à laquelle remonte le croisillon nord du transept, qui, lui, a disparu. Cette église devait être de plan cruciforme conventionnel et comporter un clocher central. Au XIVe siècle, le chœur et son collatéral ont été retouchés, mais cette partie de l'église devrait elle aussi remonter au XIIIe siècle. Comme dans la plupart des communes du Vexin français, la guerre de Cent Ans occasionne d'importants dégâts pendant le second quart du XVe siècle. C'est sans doute en raison de la destruction du clocher central primitif que le clocher actuel est édifié vers la fin de ce même siècle. Ensuite, la nef et le collatéral nord sont retouchés au XVIe siècle, et toutes les voûtes sont refaites. Une grande chapelle de deux travées est ajoutée au nord du chœur, affichant clairement le style Renaissance. Rien n'est apparemment entrepris au XVIIe siècle, mais le XVIIIe siècle voit la construction d'un nouveau portail occidental dans le style classique. Finalement, d'importantes restaurations sont entreprises au XIXe siècle. L'édifice est classé au titre des monuments historiques par arrêté du 2 août 1915.

## Description

### Aperçu général

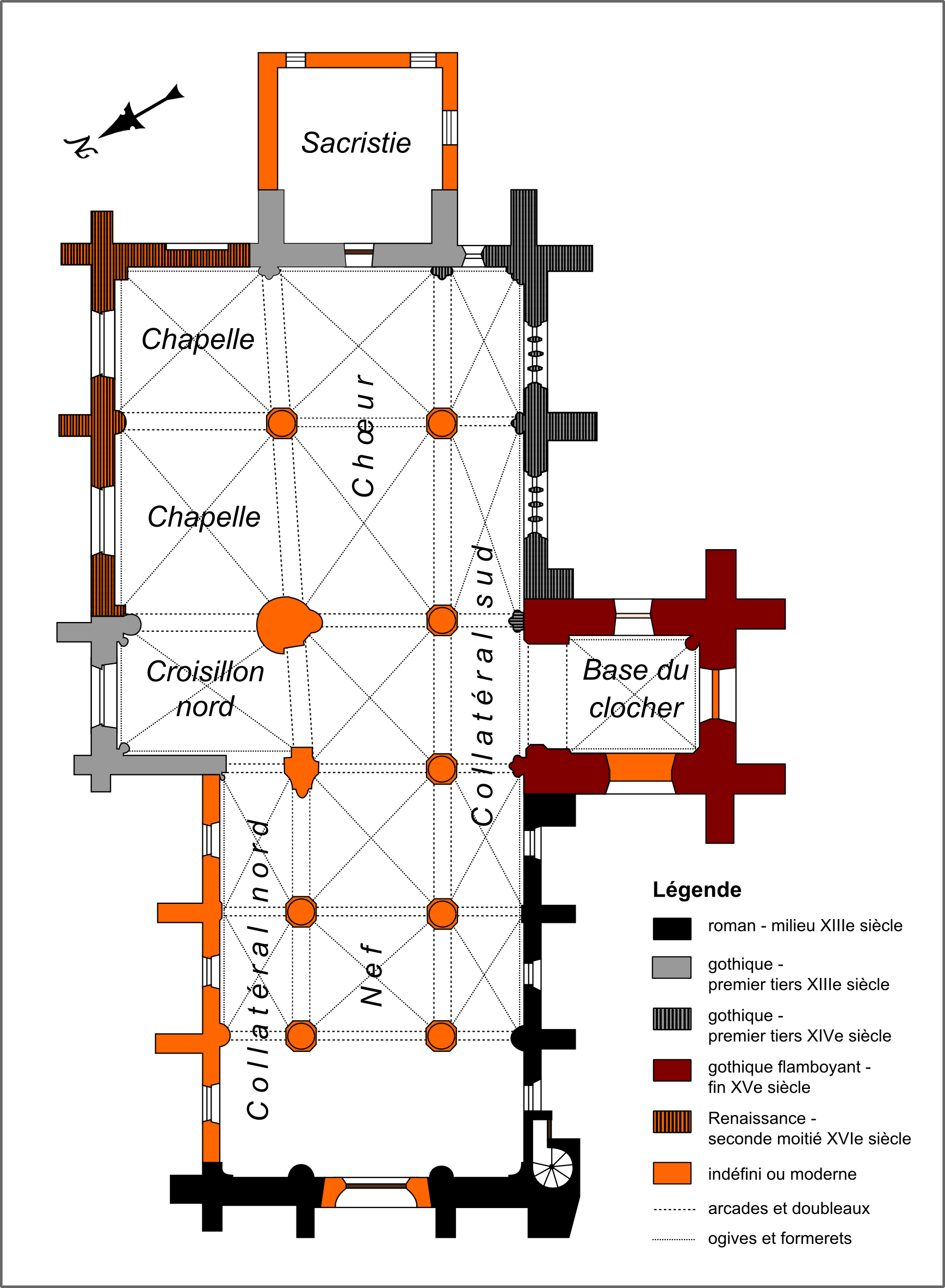
Plan de l'église.

Orientée irrégulièrement sud-nord-ouest - nord-sud-est, l'église présente un plan fort irrégulier et dissymétrique, qui permet toutefois de décerner le plan cruciforme d'origine, articulé autour de l'ancienne croisée du transept. Le vaisseau central compte six travées barlongues, dont les trois premières correspondent à la nef, la quatrième à l'ancienne croisée du transept et les deux dernières au chœur. La hauteur du vaisseau central reste invariable sur toute sa longueur, mais la largeur augmente légèrement à partir de l'ancienne croisée, car les grandes arcades du nord s'écartent de la ligne droite observée encore au niveau de la nef. La profondeur des travées diffère selon les parties : les travées de la nef, de dimensions identiques, sont assez courtes ; l'ancienne croisée est carrée ; la première travée du chœur est nettement plus profonde que large, et la dernière travée a la même profondeur que la croisée du transept, tout en étant nettement plus large. Tout le vaisseau central est bordé au sud d'un étroit collatéral qui compte donc également six travées, dont la largeur et la hauteur restent invariables sur toute la longueur. La hauteur est par ailleurs identique à celle du vaisseau central. Un collatéral semblable borde la nef au nord. Suivent l'ancien croisillon nord du transept et deux chapelles latérales du chœur. Ces travées sont environ deux fois plus larges que les collatéraux. Puisque le mur du nord est parallèle aux grandes arcades du sud et au mur sud, la largeur des trois travées diminue successivement vers l'est, en même temps que la largeur du vaisseau central augmente. À cet ensemble, s'ajoute le clocher-tour devant la quatrième travée au sud, contenant dans sa base une chapelle aujourd'hui utilisée comme débarras. Une sacristie a été accolée au chevet, dans la prolongation du vaisseau central. L'ensemble de l'église est voûté sur croisées d'ogives, sauf la première travée de la nef et des collatéraux. L'église possède deux portails : le portail occidental et un portail latéral dans la seconde travée du collatéral sud de la nef. La structure des toitures est complexe : la nef et ses collatéraux sont couverts ensemble par un haut toit à deux rampants, alors que le chœur est couvert ensemble avec le collatéral sud seulement. Les deux chapelles au nord du chœur possèdent un toit en bâtière indépendant parallèle à l'axe de l'édifice. L'ancien croisillon nord est quant à lui pourvu d'un toit en bâtière perpendiculaire à l'axe du vaisseau central. C'est également le cas du clocher, contrairement à l'usage, sans doute afin d'obtenir un pignon vers le sud, car l'élévation sud est la plus exposée aux regards.

### Extérieur

#### Clocher

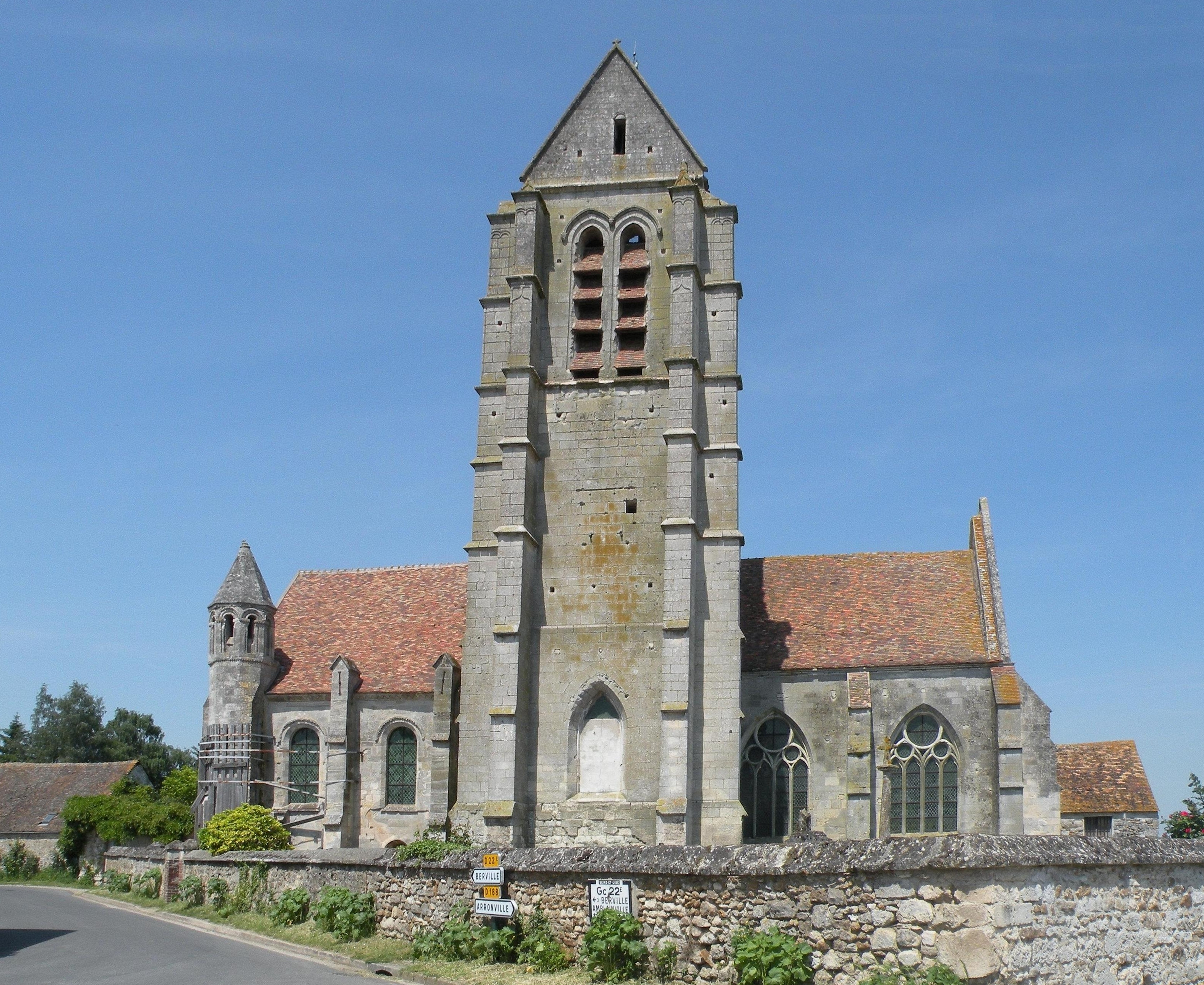
Vue en élévation depuis le sud.

La silhouette de l'église est dominée par son massif clocher-tour flamboyant de la fin du XVe siècle, remplaçant le clocher central au-dessus de la croisée du transept sous la guerre de Cent Ans. La différence de hauteur très importante entre vaisseau et clocher suggère une tour très élevée, dont l'envergure évoque une église importante. En réalité, la hauteur de la tour n'a rien d'exceptionnel, mais l'église est assez basse et de dimensions tout à fait modestes, adaptées à la taille du village. Le clocher est particulièrement austère et pratiquement dépourvue d'ornementation. Il ne porte presque pas les marques de l'architecture de son époque, où une décoration exubérante à l'extérieur de l'église était fréquente. La base du clocher est percée d'une fenêtre en tiers-point à lancette simple sur chacune des trois faces libres. Celle de l'ouest est entièrement obturée, et celle du sud l'est plus grande partie. Seulement la petite baie côté est reste intacte. Le premier étage du clocher est aveugle, si l'on fait abstraction de quelques trous d'aération. Le second étage est l'étage de beffroi et ajouré de deux baies abat-son gémelées par face. Elles sont en arc brisé et surmontées d'un bandeau en forme de sourcil, qui retombe sur trois têtes grimaçantes. Chaque angle du clocher est épaulé par deux contreforts orthogonaux strictement verticaux. Ils sont scandés par de multiples larmiers, qui sont appliqués sur la face extérieure seulement au niveau du rez-de-chaussée, et qui vont tout autour sur les niveaux supérieurs. Une discrète ornementation a été réservée à l'étage de beffroi, où les segments supérieurs des contreforts présentent deux arcatures aveugles en cintre surbaissé par face, ce qui ne cadre pas avec le style flamboyant. Les segments en dessous présentent des accolades réduites à leur plus simple expression, et seulement sur les faces extérieurs. Des bandeaux séparent visuellement l'étage de beffroi du premier étage et des pignons. — L'on note que le clocher occupe le milieu de l'élévation méridionale de l'église, bien que la nef, à sa gauche, soit subdivisée en trois travées, et le chœur seulement en deux travées.

#### Façade occidentale et élévation sud

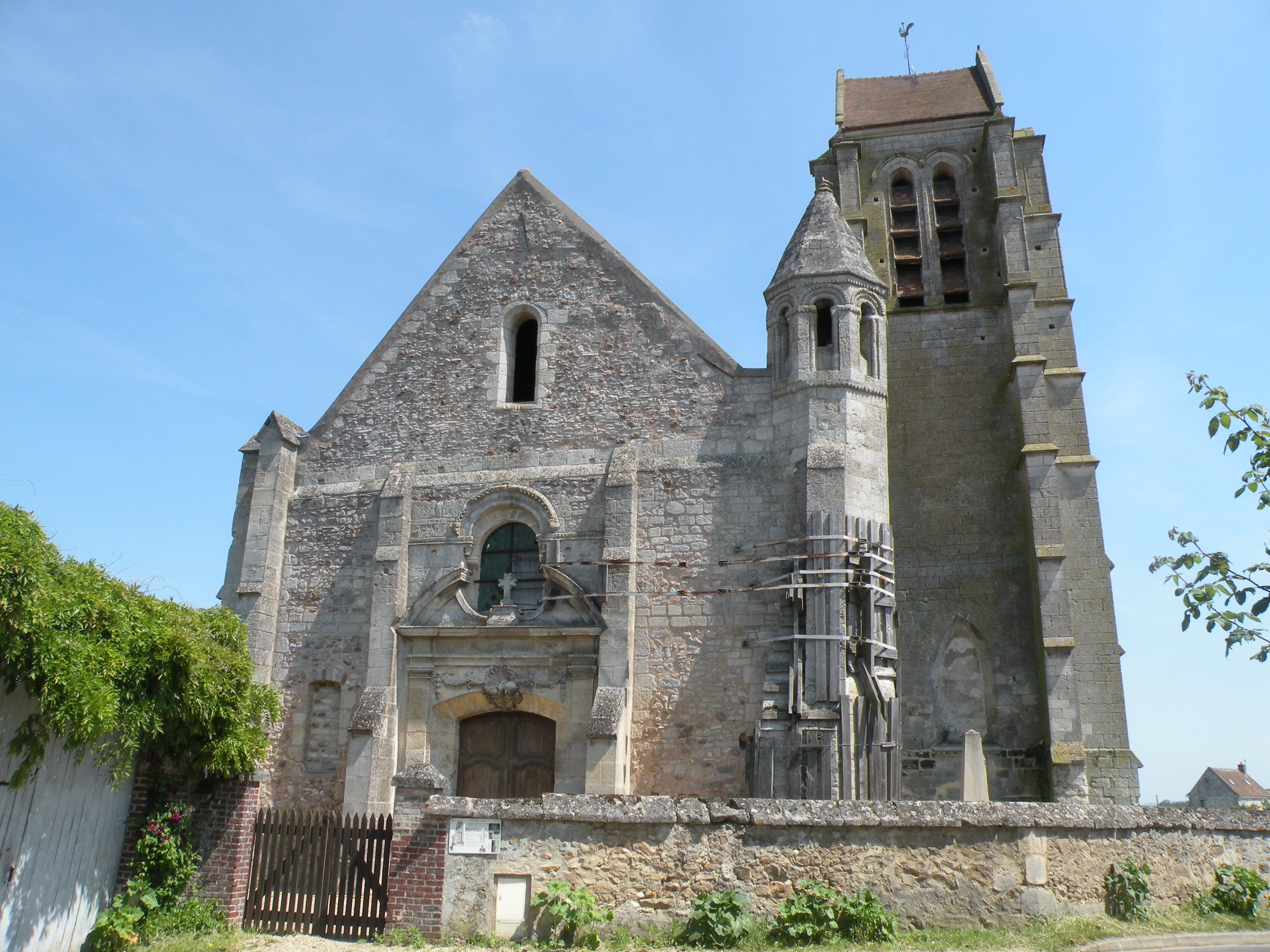
Façade occidentale.

La façade occidentale et le mur du collatéral sud sont les parties les plus anciennes de l'église et de style roman tardif. On peut les dater du milieu du XIIe siècle. Le portail occidental ne remonte toutefois qu'au XVIIIe siècle et est de style classique. La porte en anse de panier est cantonnée de pilastres et surmonté d'un entablement puis d'un fronton circulaire brisé, laissant la place à une baie plein cintre s'ouvrant sous une arcade romane. Cette baie est décorée d'un cordon en fleurs de violette retombant sur deux mascarons. Une croix en pierre se dresse devant la fenêtre. Hormis ce détail et la coquille Saint-Jacques au milieu d'une guirlande au-dessus de la porte, le portail est très sobre. En haut du pignon, subsiste une baie romane non décorée, donnant sur les combles. L'angle sud-ouest est de l'église est flanqué d'une tourelle d'escalier octogonale desservant les combles. Comme particularité, elle se termine par un lanternon coiffé d'un toit en pierre, comme sur l'église Saint-Lucien de Bury. À ses extrémités inférieure et supérieure, courent des corniches en pointe-de-diamant. Chacune des faces est percée d'une ouverture plein cintre cantonnée de deux colonnes ayant en grande partie perdu leurs chapiteaux, et surmontée de deux tores et d'un cordon en pointe-de-diamant. Les impostes sont également formées de pointes de diamant.
La façade méridionale de la nef conserve trois baies romanes semblables à celle au-dessus du portail occidental. Les dimensions relativement généreuses de ces baies indiquent la fin de la période romane. Le portail latéral en dessous de la seconde fenêtre n'est pas décorée. La corniche qui termine les murs est gravé d'un simple rang de dents de scie. Les deux contreforts entre la première et la seconde, ainsi qu'entre la seconde et la troisième travée, sont identiques à ceux du clocher, mais se prolongent au-delà de la gouttière du toit et sont coiffés d'un chaperon au gâble orienté vers le sud, ce qui paraît comme une référence au toit du clocher. — À droite du clocher, les deux dernières baies de la façade sud, particulièrement grandes, sont en tiers-point mais pourvues d'un remplage caractéristique du XIVe siècle. Il se compose de deux lancettes en tiers-point surmontées d'un oculus, chacune des lancettes étant subdivisées en deux petites lancettes surmontées également d'un oculus. Des têtes trilobées s'inscrivent dans les petites lancettes. Le seuil des fenêtres est formé par un glacis qui se prolonge sur les murs et qui court autour des contreforts. Au-dessus, les contreforts sont scandés par des larmiers plus rapprochés que sur le collatéral sud de la nef et le clocher.

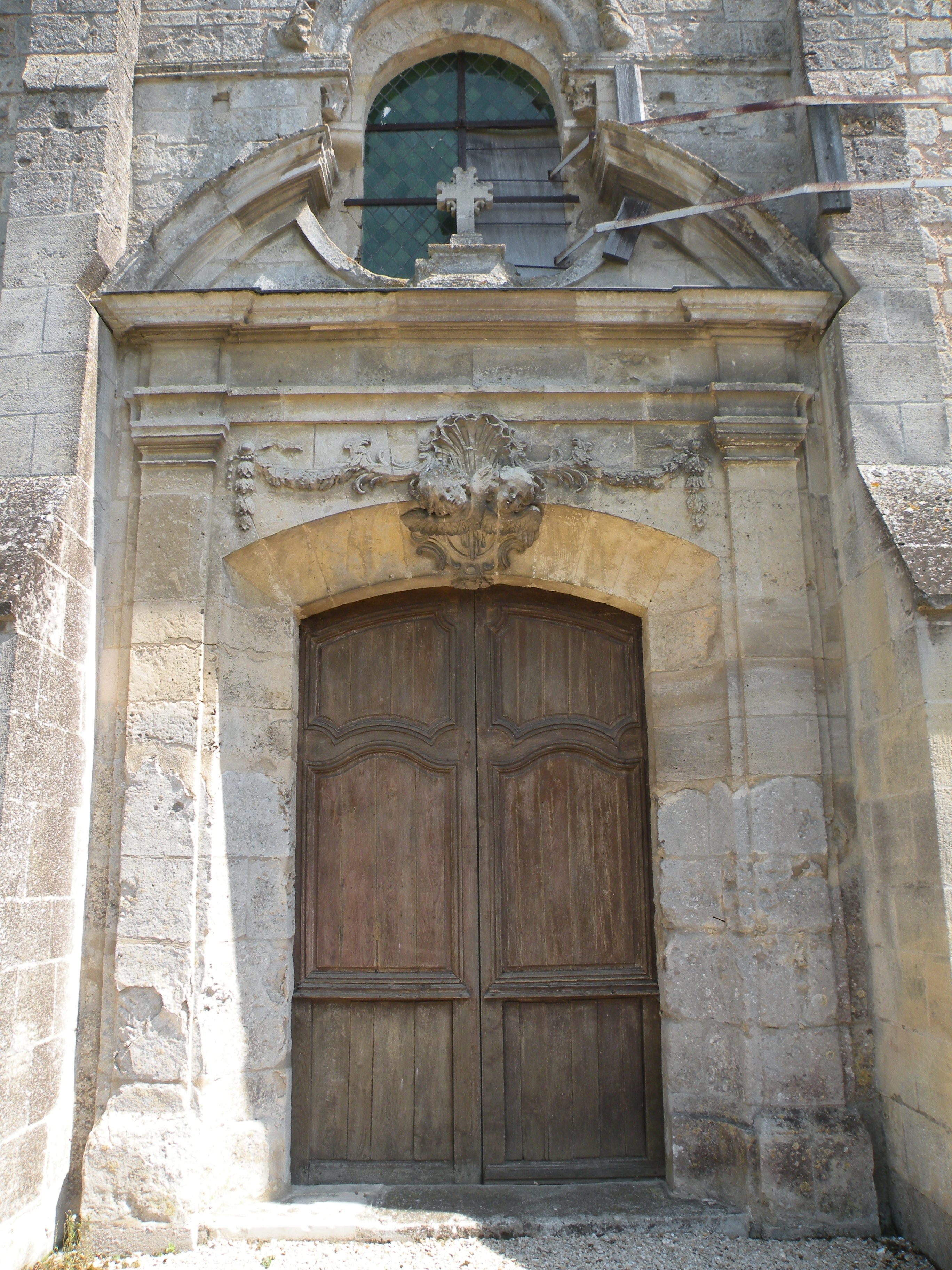
Portail occidental.
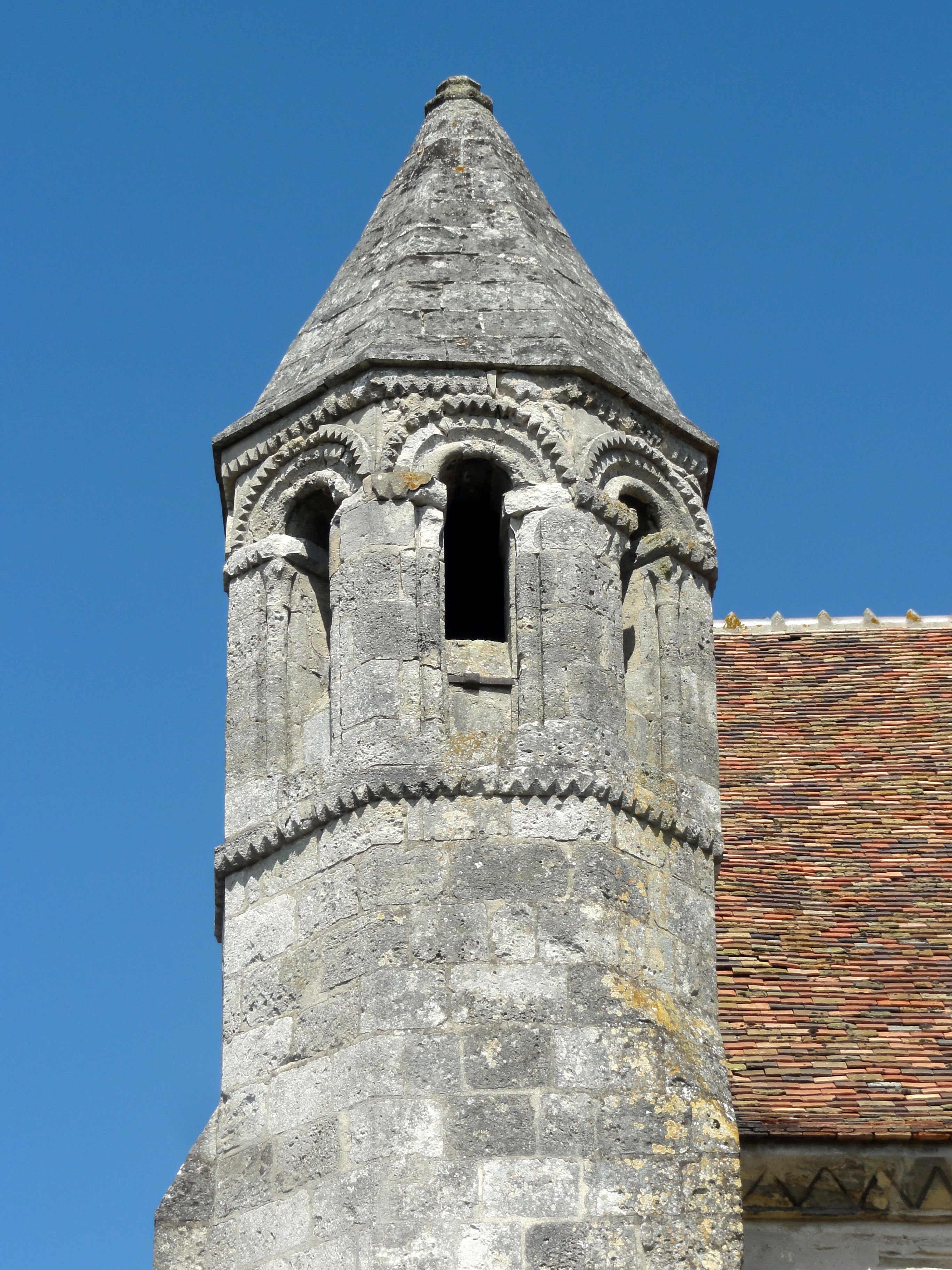
Tourelle d'escalier.
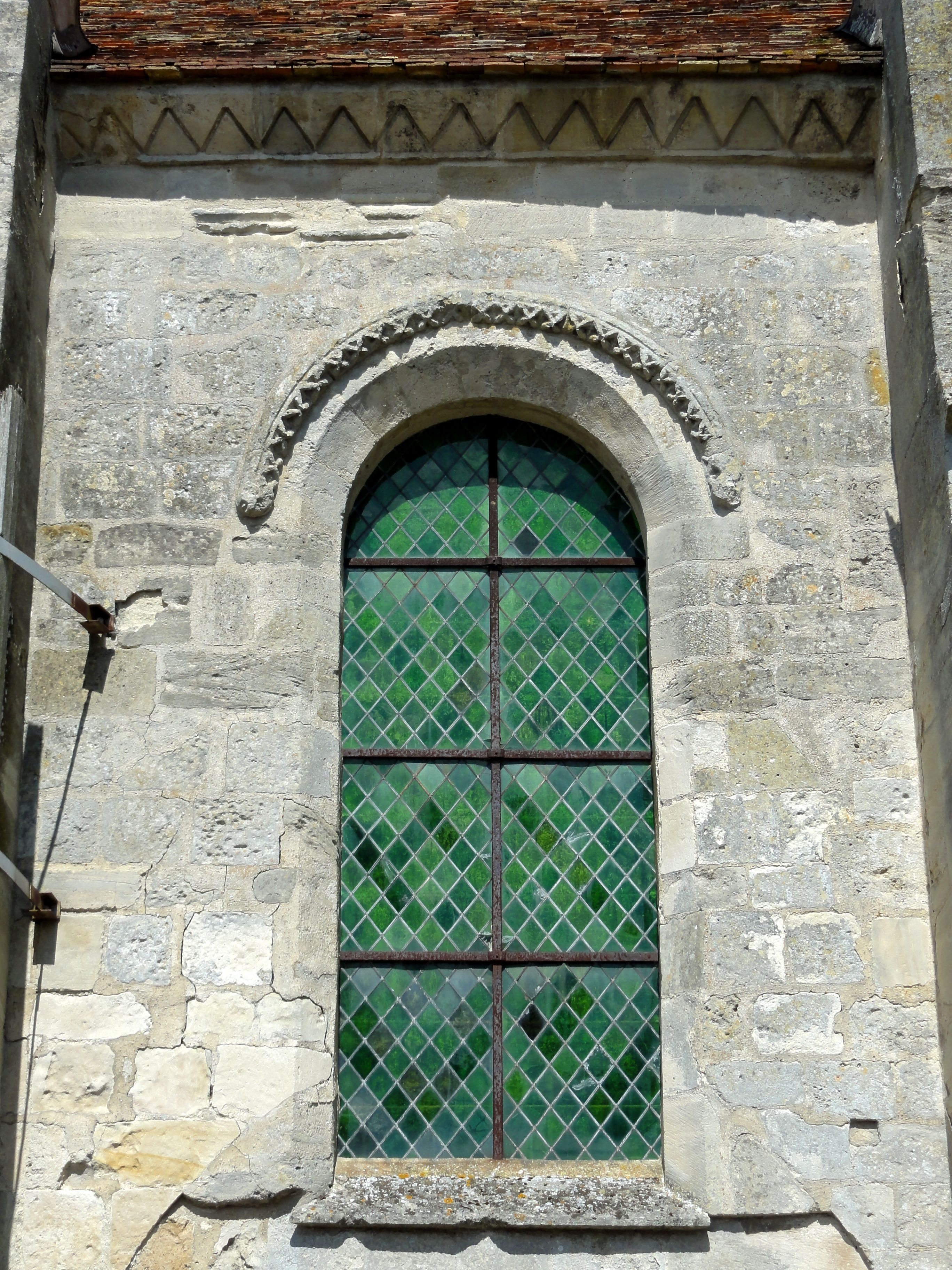
Fenêtre au sud de la nef.
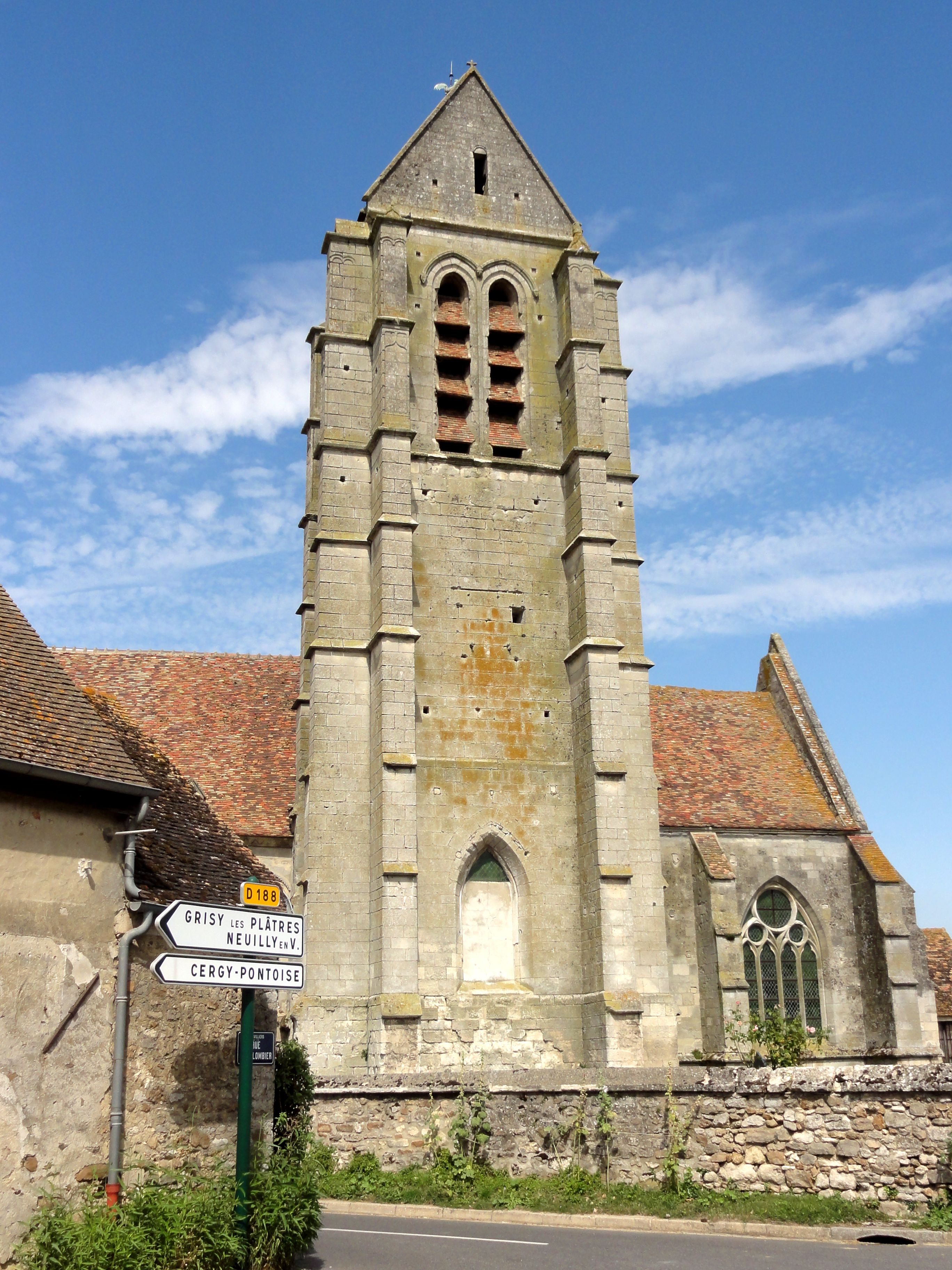
Clocher et chœur.
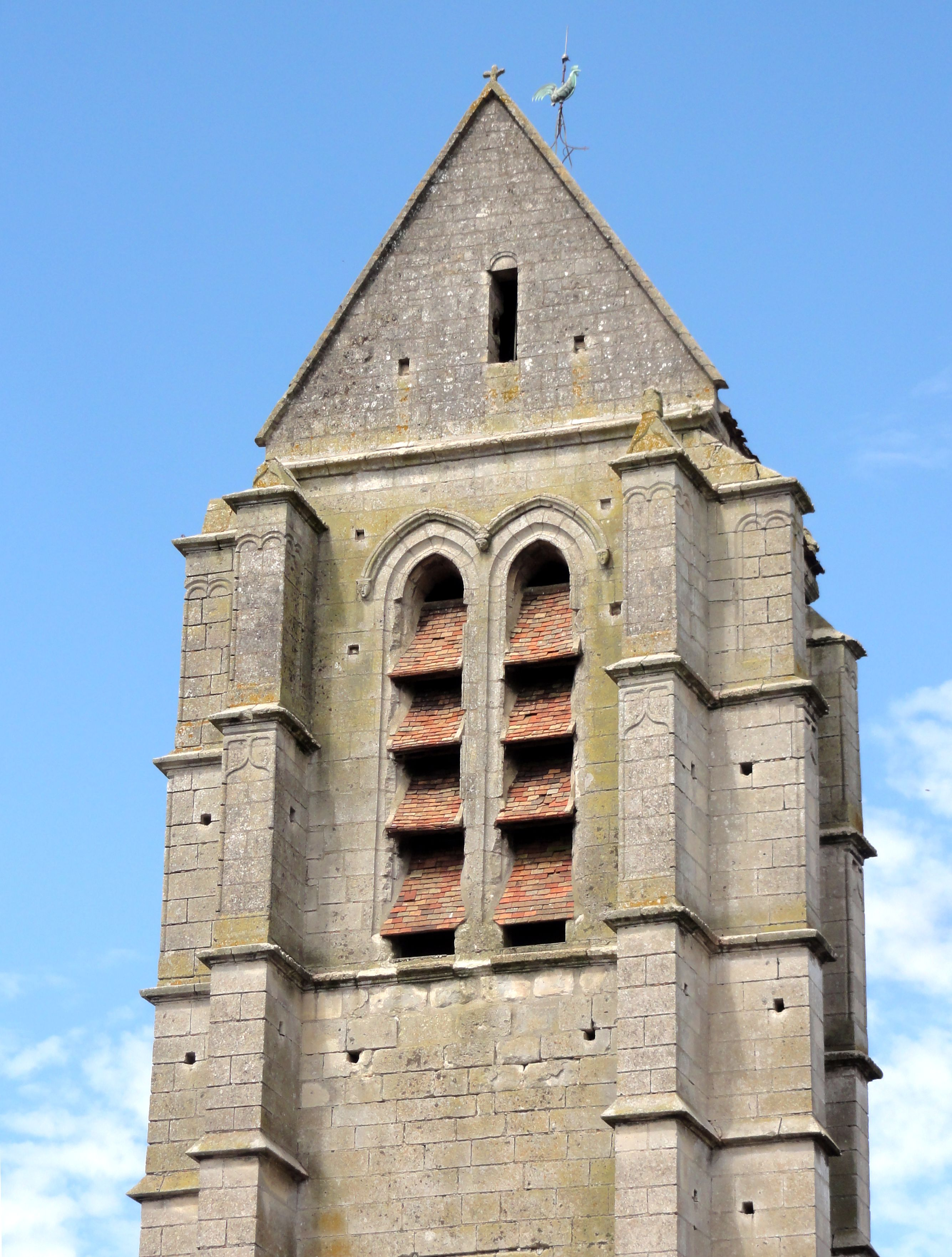
Clocher, étage de beffroi.
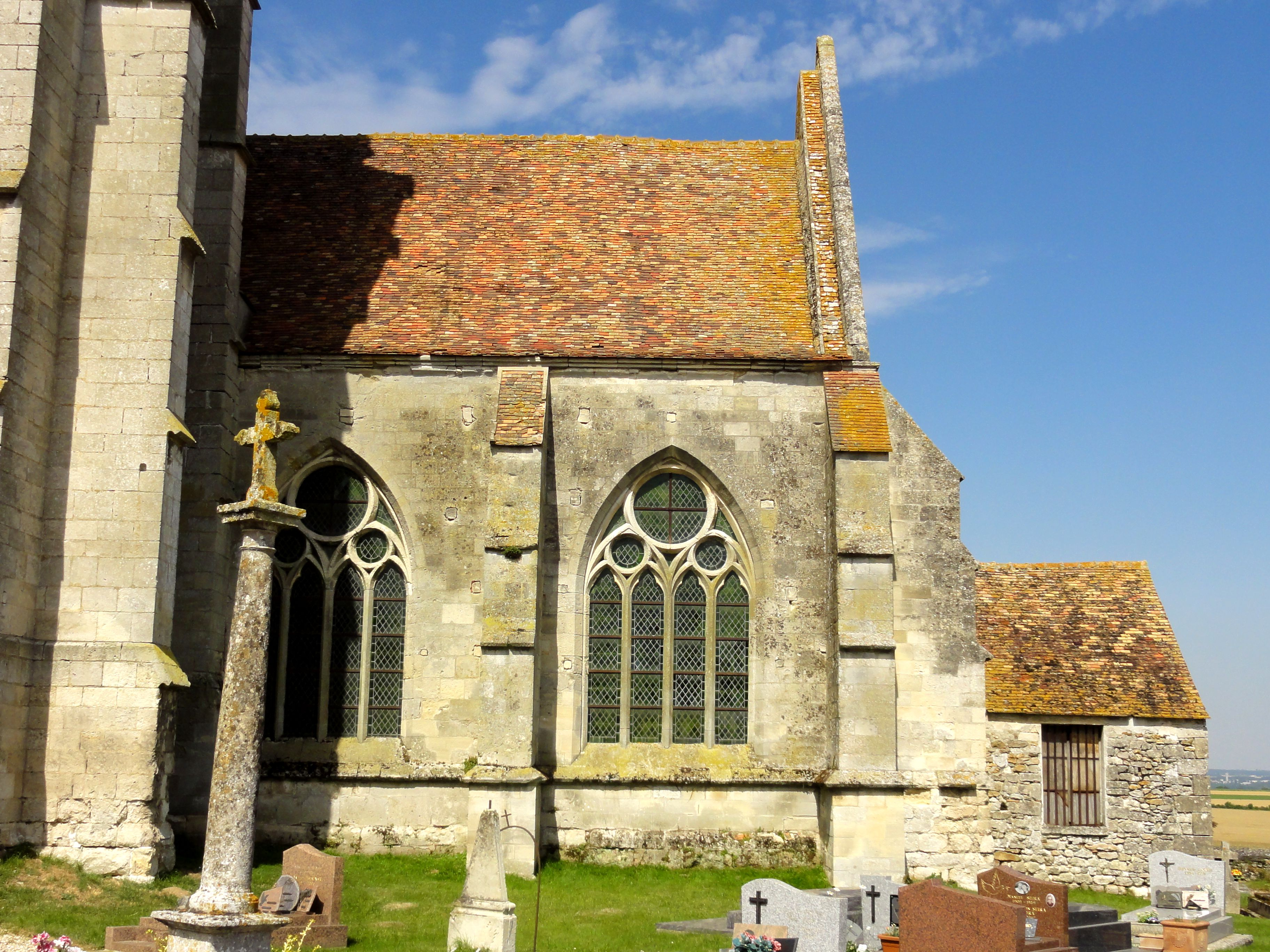
Chœur, côté sud.

#### Autres élévations
Du côté du chevet, le collatéral sud et le vaisseau central se partagent un même pignon, avoisinant celui plus petit de la chapelle nord. Les murs est couronné d'une corniche de feuilles d'acanthe recourbées, assez espacées les unes des autres La sacristie obture la fenêtre du vaisseau central, du même modèle que celles du sud, alors que la baie correspondant au chevet du collatéral est une lancette simple sans remplage. Elle indique, tout comme les contreforts à ressauts régnant sur cette partie de l'édifice, le style gothique primitif : le chœur date effectivement du premier tiers du XIIIe siècle, contrairement à ce que suggèrent les grandes fenêtres du XIVe siècle.
La chapelle du nord apporte un nouveau contraste, avec des baies plein cintre sans remplage mais entourées de moulures, contrairement aux autres fenêtres de l'église. Les contreforts strictement verticaux et entrecoupés de larmiers très saillants, alliés à l'austérité du décor, indiquent le XVIe siècle et la Renaissance tardive. Le contrefort entre la première et la seconde chapelle est même sommé d'un enroulement, qui traduit une influence baroque. Avec la corniche déjà citée, c'est le seul élément décoratif des parties orientales de l'église.
De part et d'autre de l'ancien croisillon nord contemporain du chœur, surgissent les contreforts à ressauts d'origine. Ici, les fenêtres à lancette simple du premier tiers du XIIIe siècle subsistent tant au nord qu'à l'ouest. Sur le mur du collatéral nord de la nef, difficilement datable, l'on trouve d'étroites et hautes baies en plein cintre du même style que celles de la chapelle nord, plus larges. Ces baies sont par ailleurs plus étroites que les fenêtres romanes de l'église. Les contreforts avec leurs culées coiffées de chaperons sont les mêmes que devant le mur du collatéral sud. Étant donné que ces contreforts sont antérieurs aux baies en plein cintre de la fin du XVIe siècle, comme le prouvent également les contreforts différents des chapelles du nord datant de cette période, les collatéraux de la nef ont donc été remaniés en deux étapes : dans un premier temps, de nouveaux contreforts ont été appliqués, et dans un deuxième temps, le mur du collatéral nord a été partiellement rebâti et doté de nouvelles fenêtres,. Comme le montrera l'examen intérieur, une première campagne de reconstruction a déjà porté sur le voûtement de la nef et des collatéraux.

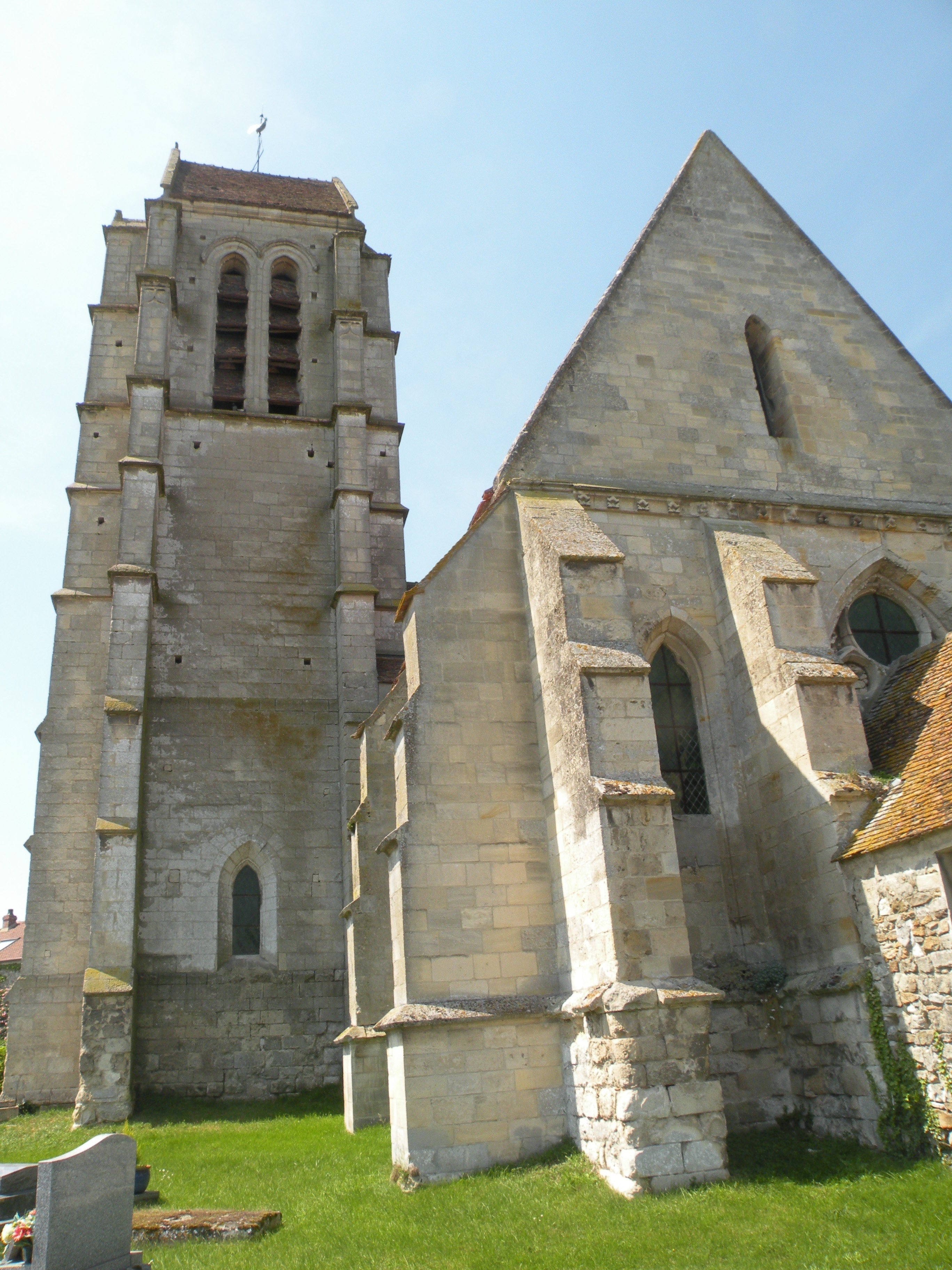
Vue depuis l'est.
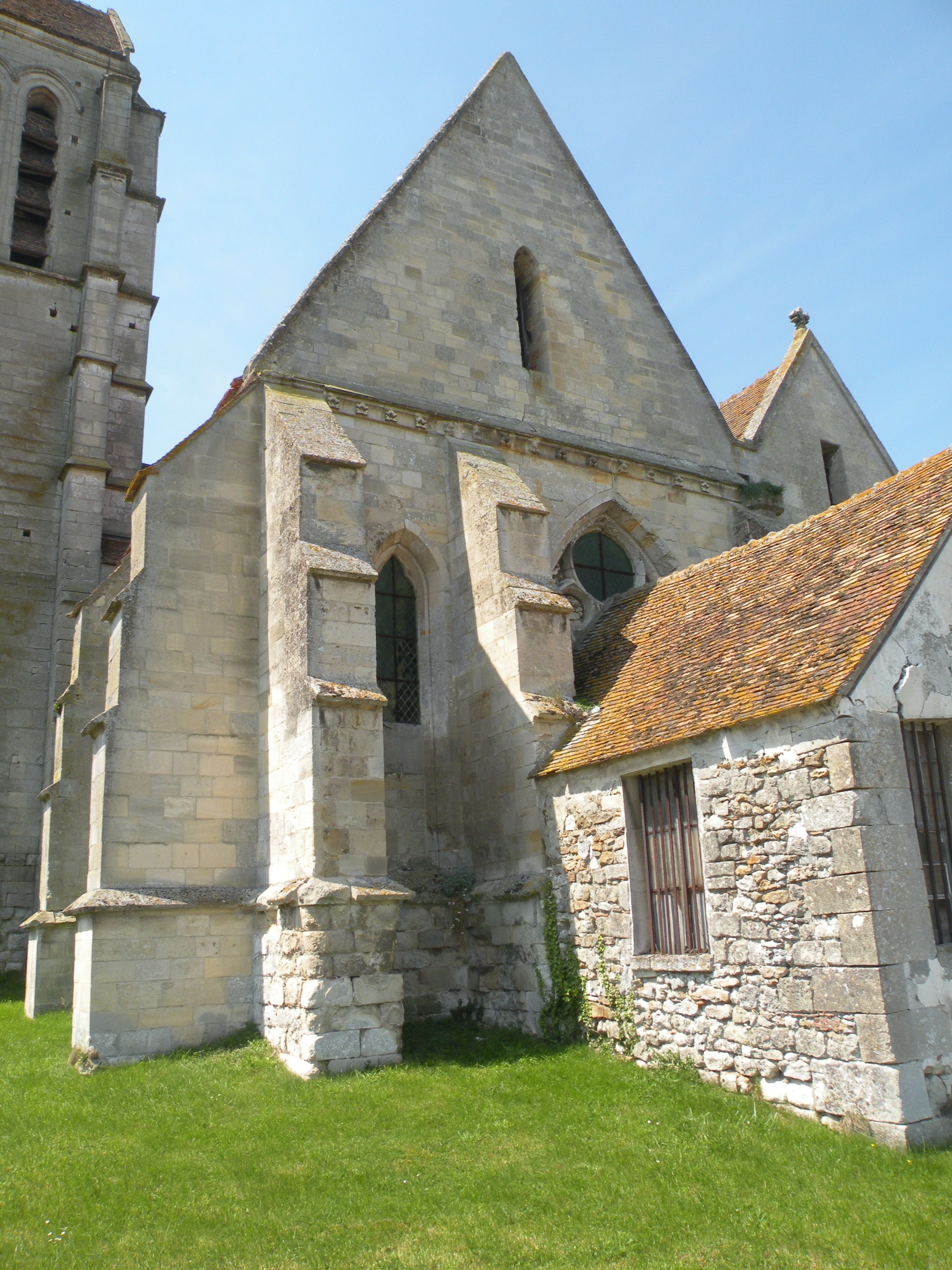
Vue depuis l'est.
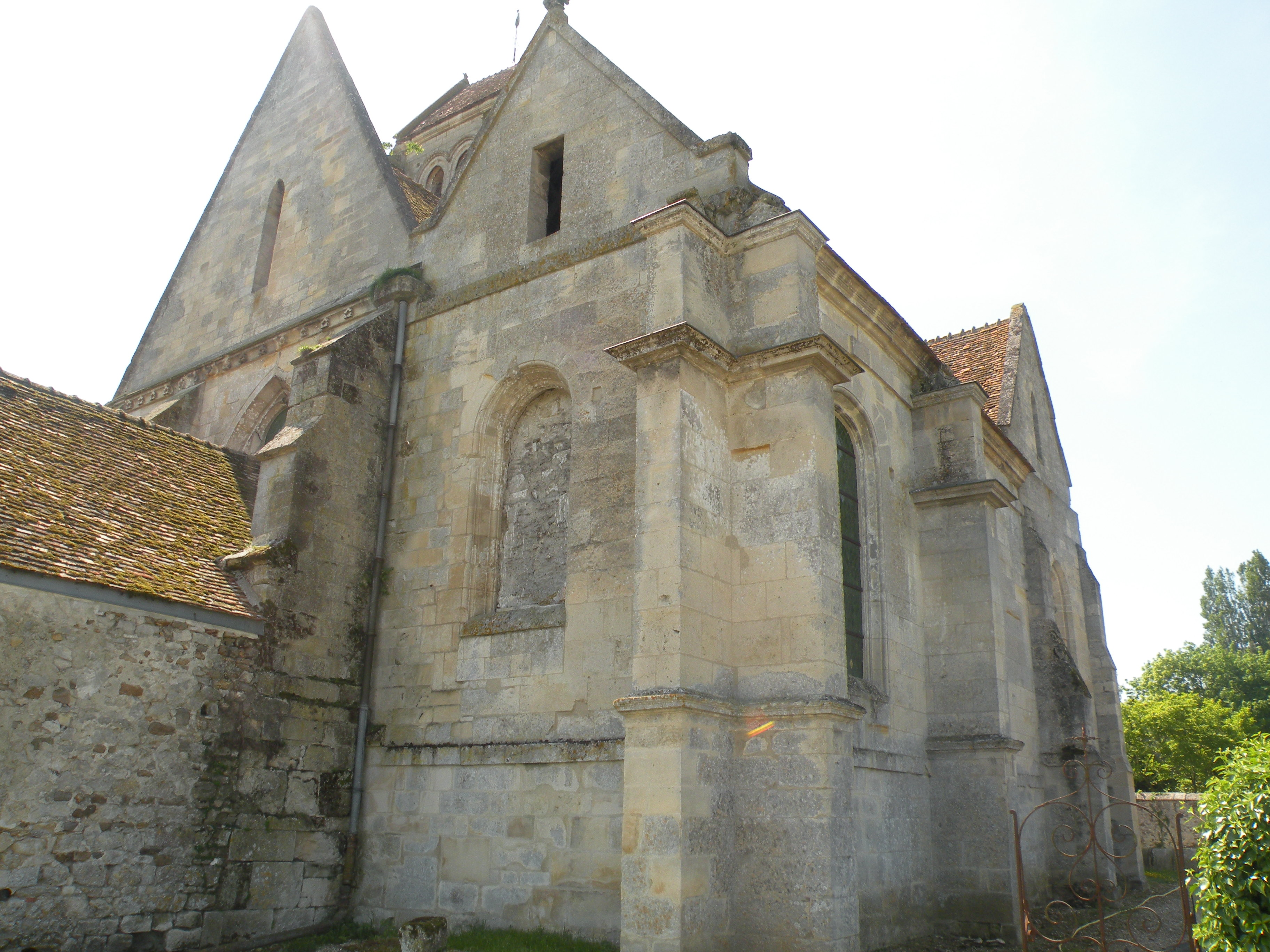
Vue depuis le nord-est.
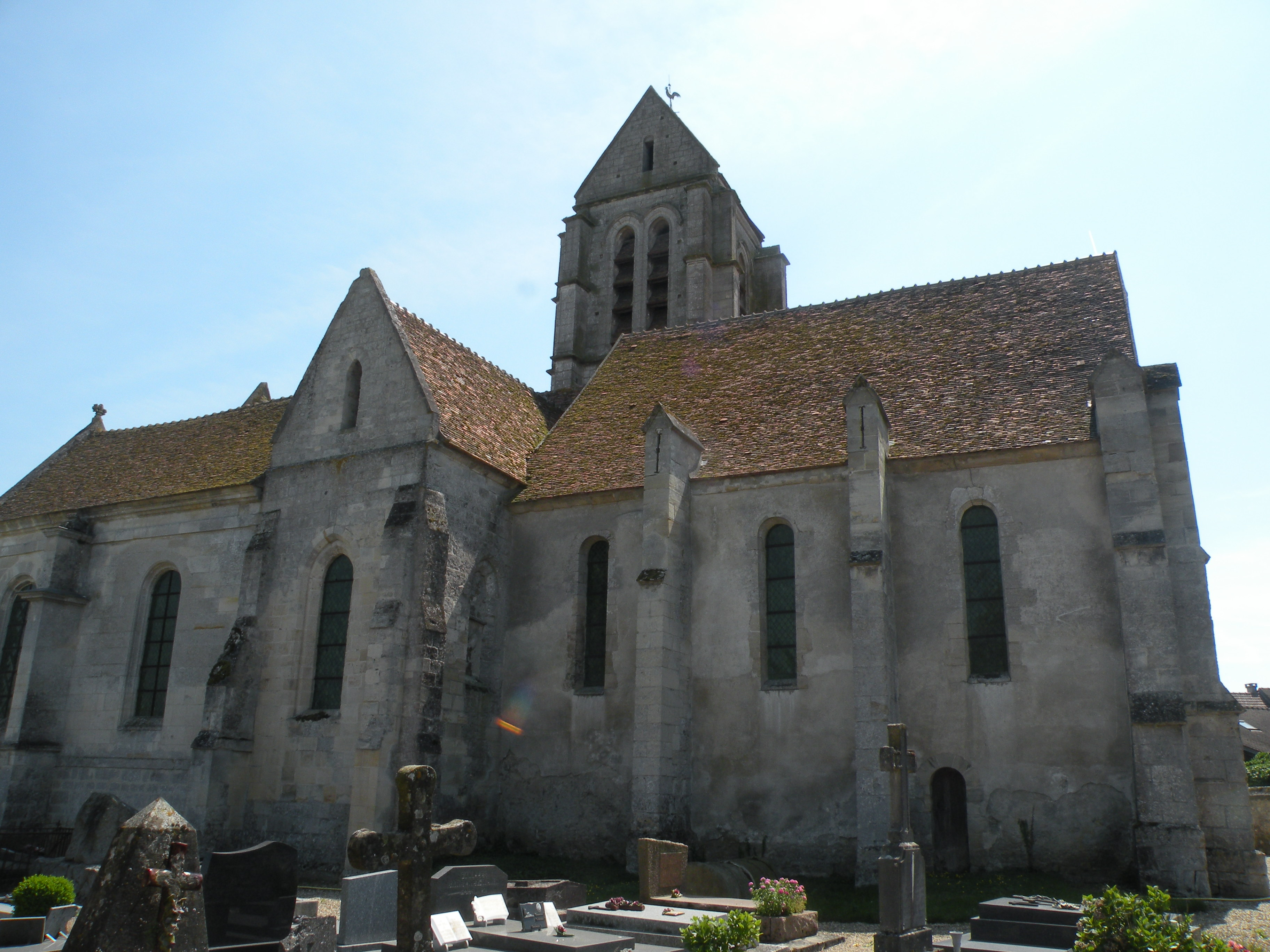
Vue depuis le nord.

### Intérieur

#### Nef et collatéraux

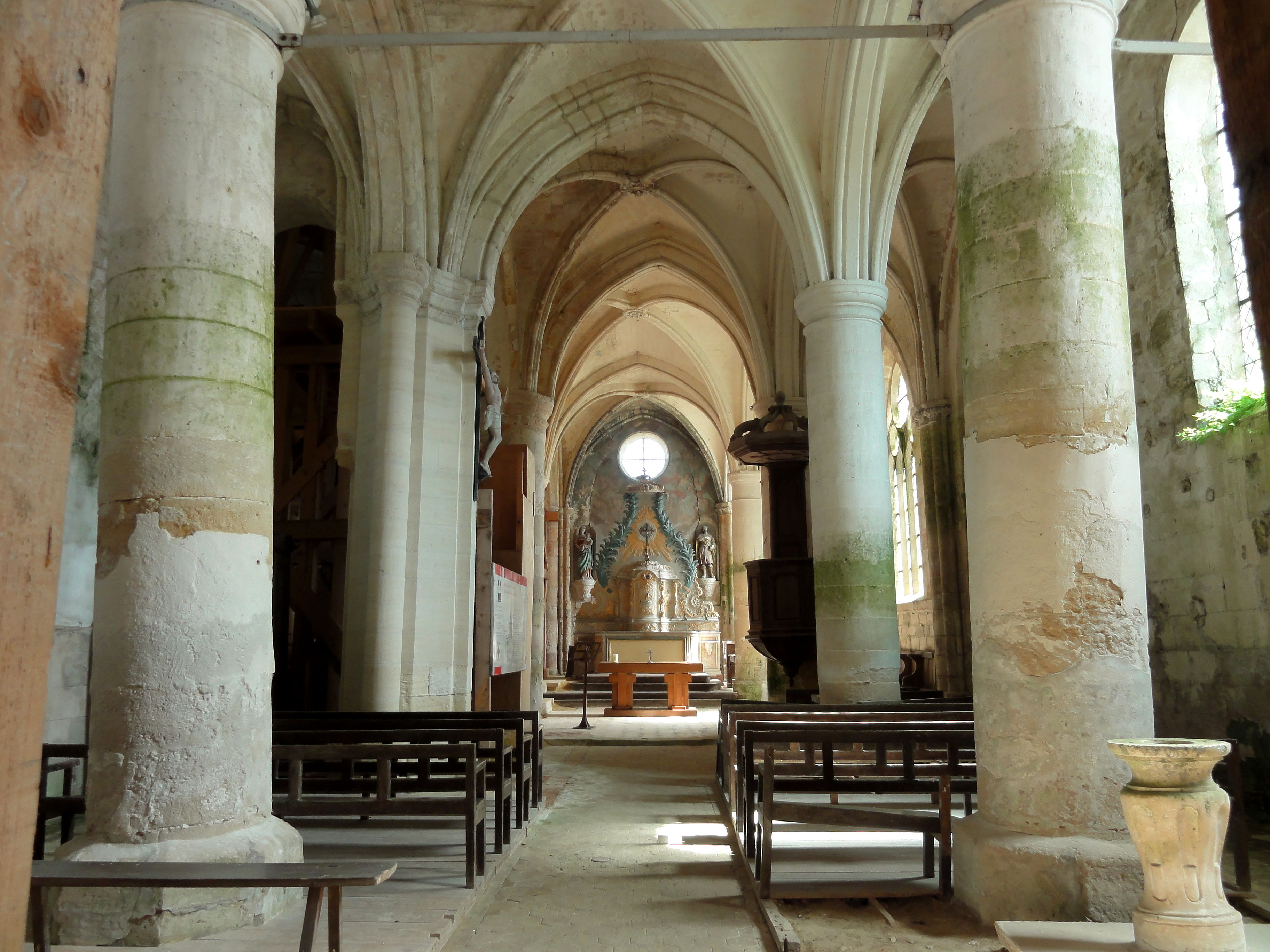
Nef, vue vers l'est.

Rien à l'intérieur ne rappelle l'architecture romane encore bien présente à l'extérieur. La nef est étroite et peu élevée. Les bancs sont disposés de façon à déborder dans les collatéraux, car de part et d'autre de l'allée centrale, l'on ne dispose que de deux places de front. Tout l'intérieur de l'église se caractérise par des collatéraux voûtés à la même hauteur que le vaisseau central, ce qui est rare dans la région. Il n'y a donc qu'un seul niveau d'élévation, celui des grandes arcades. La nef n'a probablement jamais possédé de fenêtres hautes, puisque le mur gouttereau du collatéral sud est aussi élevé que le mur occidental. Il devait s'agir d'une nef-grange charpentée, avec des murs nus, sans arcades ni chapiteaux. Cette nef a dû être subdivisée en trois vaisseaux afin de permettre son voûtement à la période gothique, la largeur totale étant trop importante pour pouvoir renoncer à des grandes arcades. Les voûtes, que Bernard Duhamel préfère ne pas dater, sont en tout cas pas antérieurs au chœur (qui a été élevé pendant le premier tiers du XIIIe siècle, et qui est considéré comme la partie la plus ancienne après les parties romanes). Elles sont en tiers-point, avec des clés de voûte de feuillages d'une belle facture, parfois accompagnées d'une tête sculptée, sauf la clé de la troisième travée de la nef, qui est fruste. Le profil des ogives est d'une arête entre deux tores. Les doubleaux se composent d'un méplat entre deux tores, le méplat étant plus large dans l'axe du vaisseau qu'entre les travées. Chaque doubleau s'accompagne de doubleaux secondaires au profil d'un seul tore, situés un peu plus haut. Ces voûtes sont d'un bel effet, et en union avec la particularité du voûtement à la même hauteur des trois vaisseaux, pourraient faire de l'église d'Haravilliers une pièce d'architecture remarquable. Malheureusement, la reprise en sous-œuvre de l'ensemble des supports est très dommageable à l'impression que laisse l'espace intérieur. Les grandes arcades reposent sur des piliers cylindriques libres appareillés en tambour, avec des bases octogonaux sans caractère, et des chapiteaux en piles d'assiettes. Les piliers de la seconde travée se sont déversés vers l'extérieur, ce qui a nécessité la pose d'étrésillons en fer. Contre les murs, les doubleaux retombent sur des pilastres non décorés, et les ogives et formerets sont reçus par des culots non sculptés, ou des pilastres plus étroits selon les cas. Au nord de l'arcade vers l'ancienne croisée du transept, subsiste l'une des piles de l'ancien clocher avec une partie des colonnettes qui l'accompagnaient, alors que d'autres ont été remplacés par des supports de section carré. La sculpture des chapiteaux s'est complètement perdu. Au sud de la même arcade, un pilier identique à ceux de la nef se substitue à la pile du clocher. Un faisceau de colonnettes subsistent à la limite entre la troisième et la quatrième travée du collatéral, mais les chapiteaux ont également disparu. Les arcades entre la première et la seconde travée, ainsi que les grandes arcades de la première travée, sont aujourd'hui étayées.

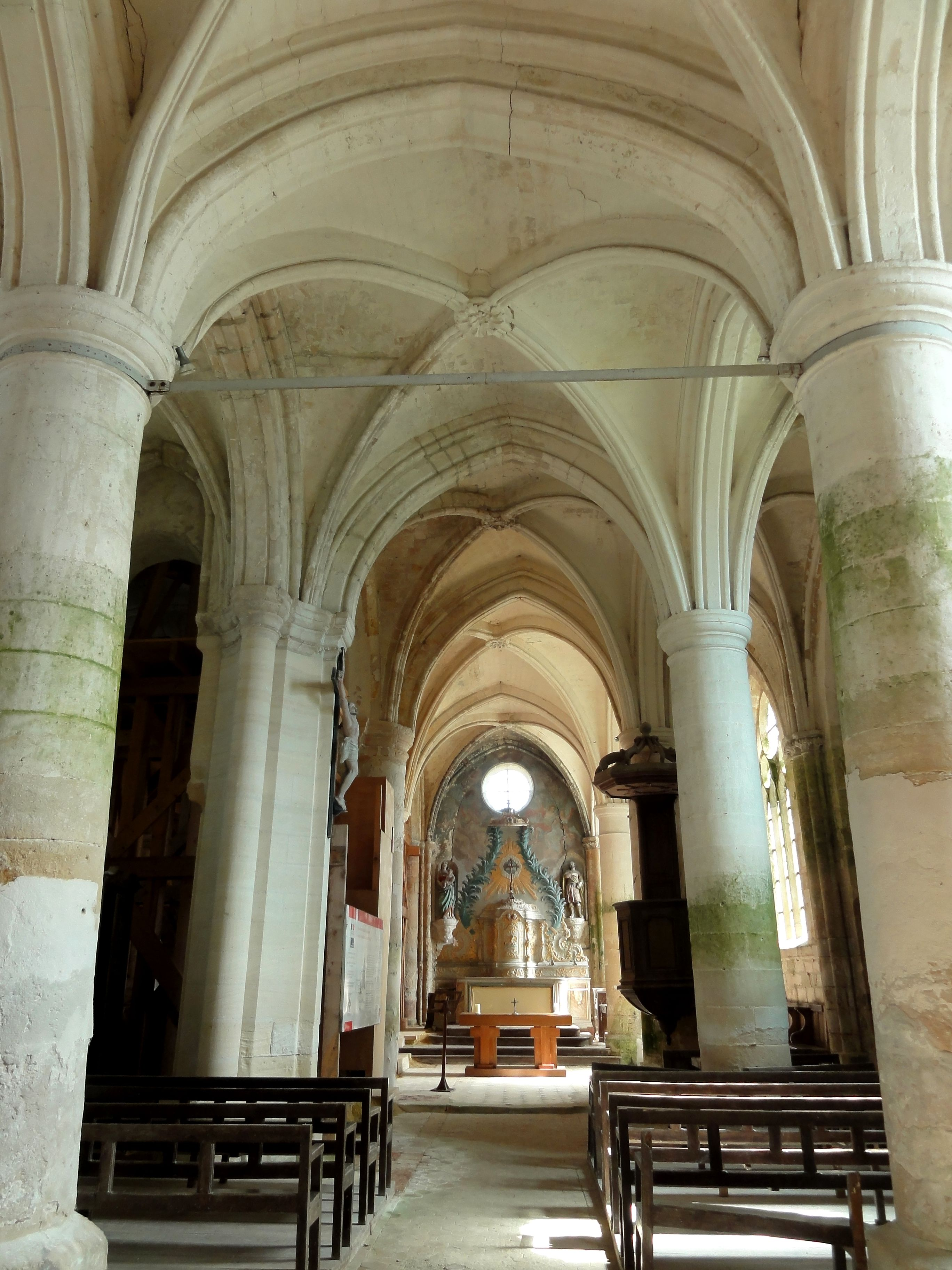
Nef, vue vers l'est.
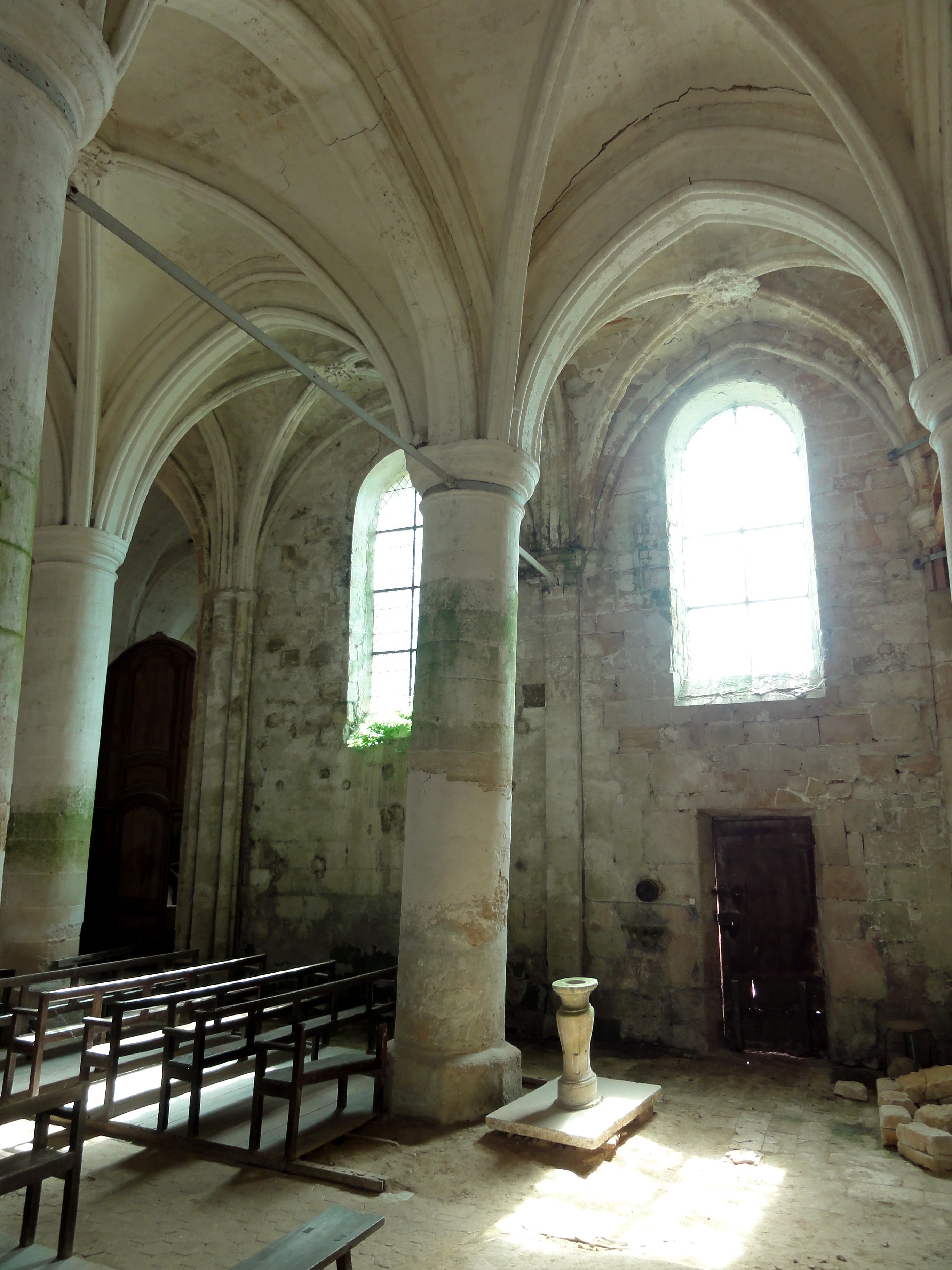
Nef, grandes arcades du sud.
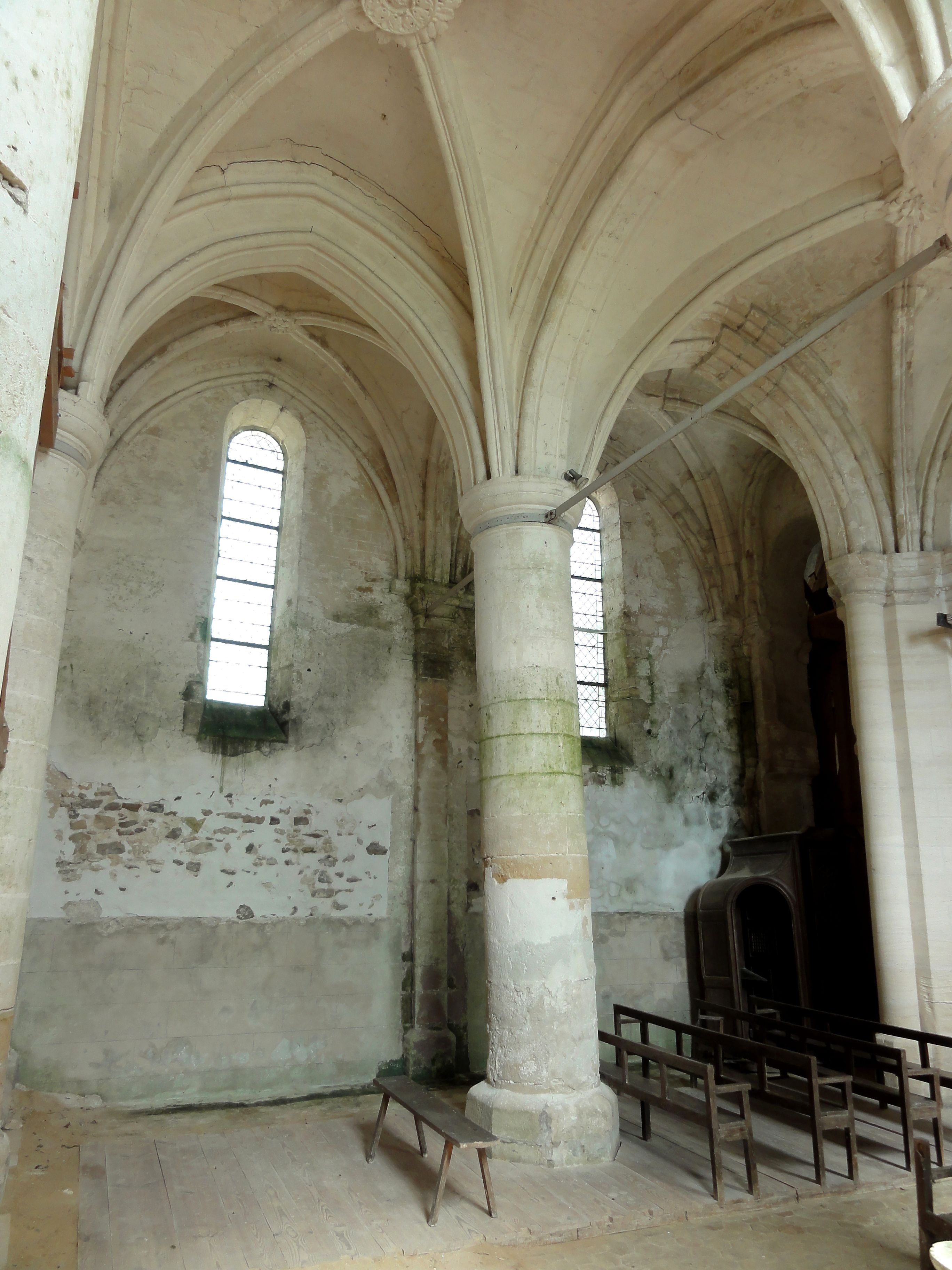
Grandes arcades du nord.
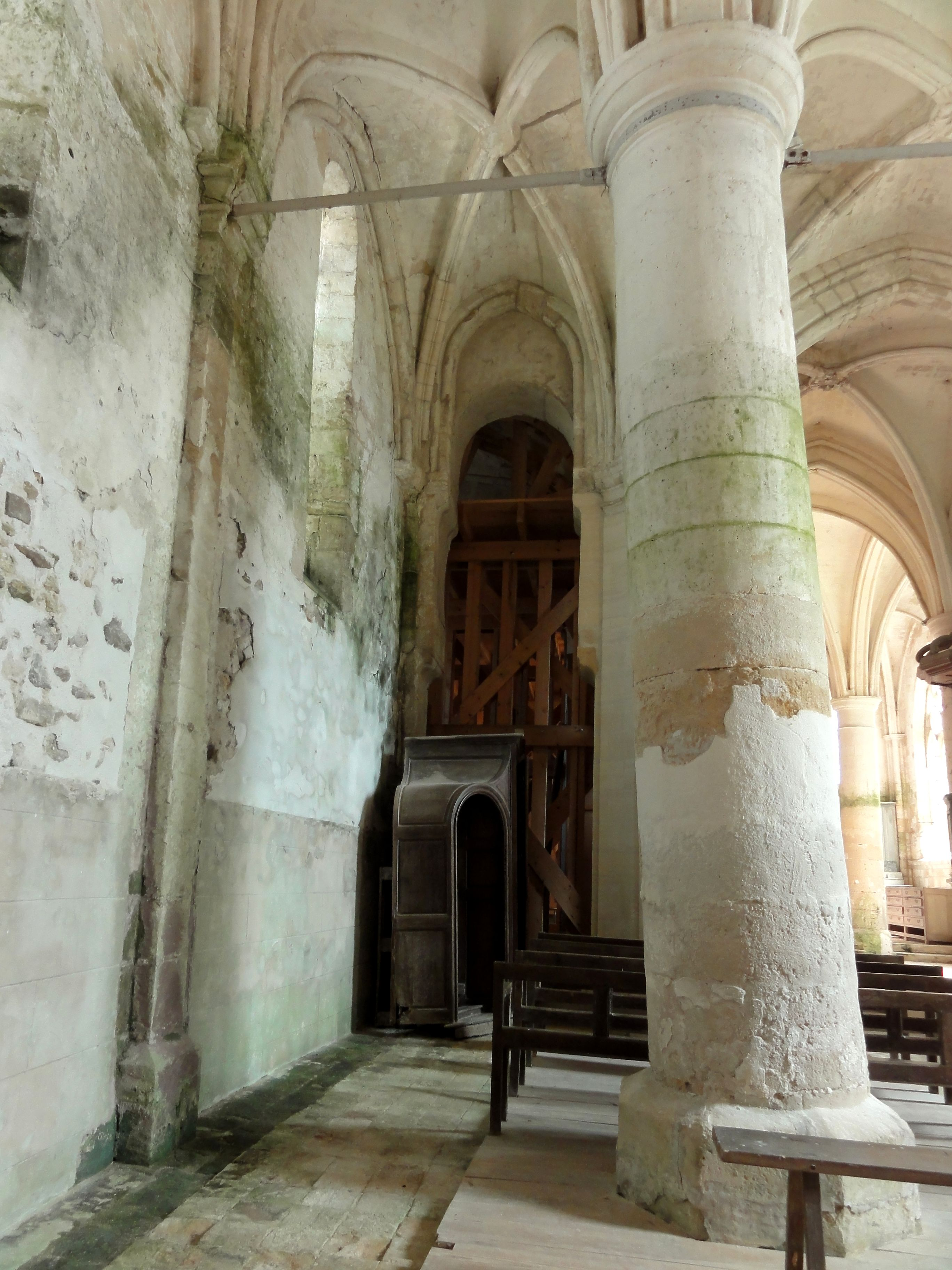
Bas-côté nord.
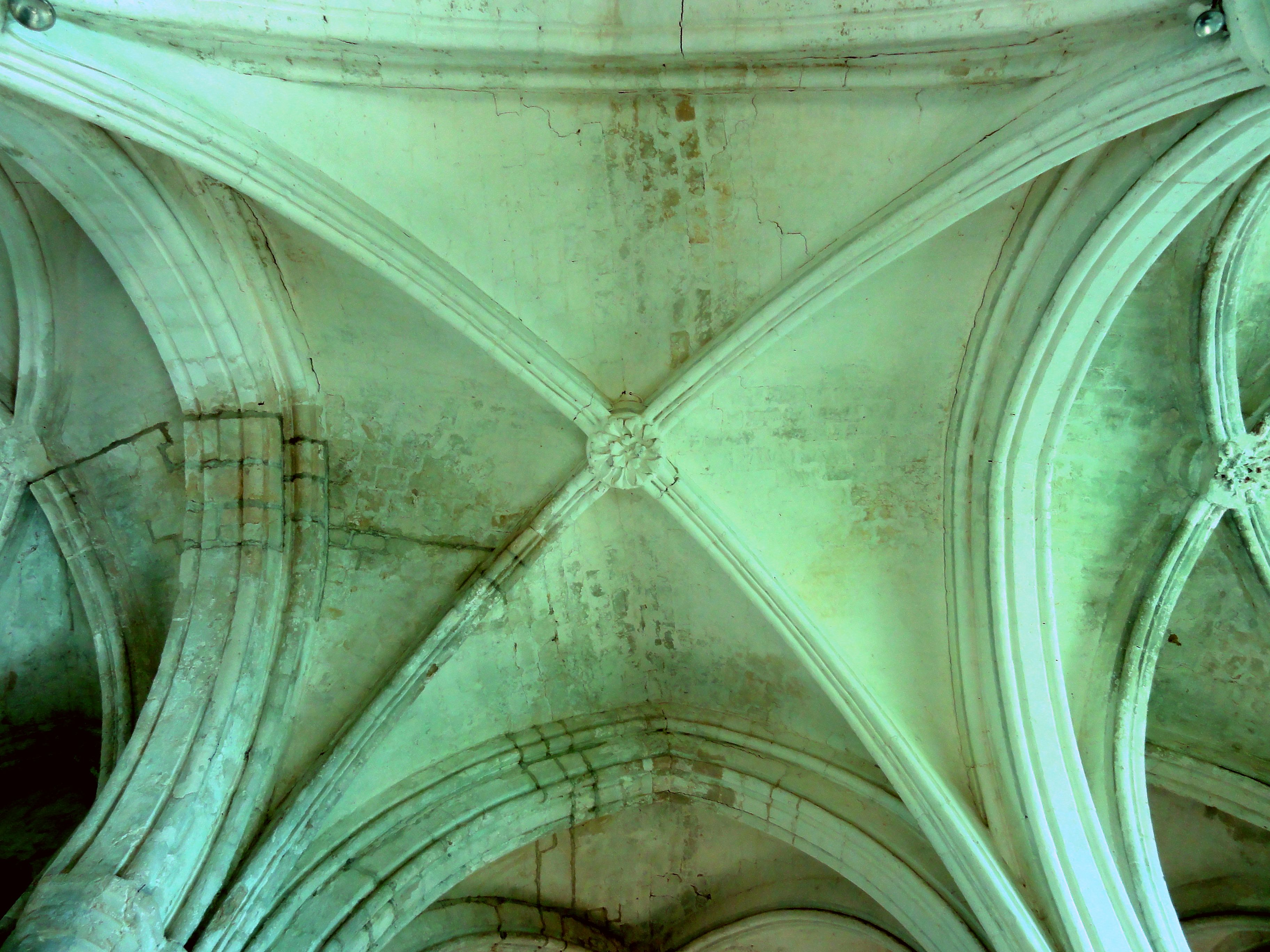
Nef, voûte de la 3e travée.
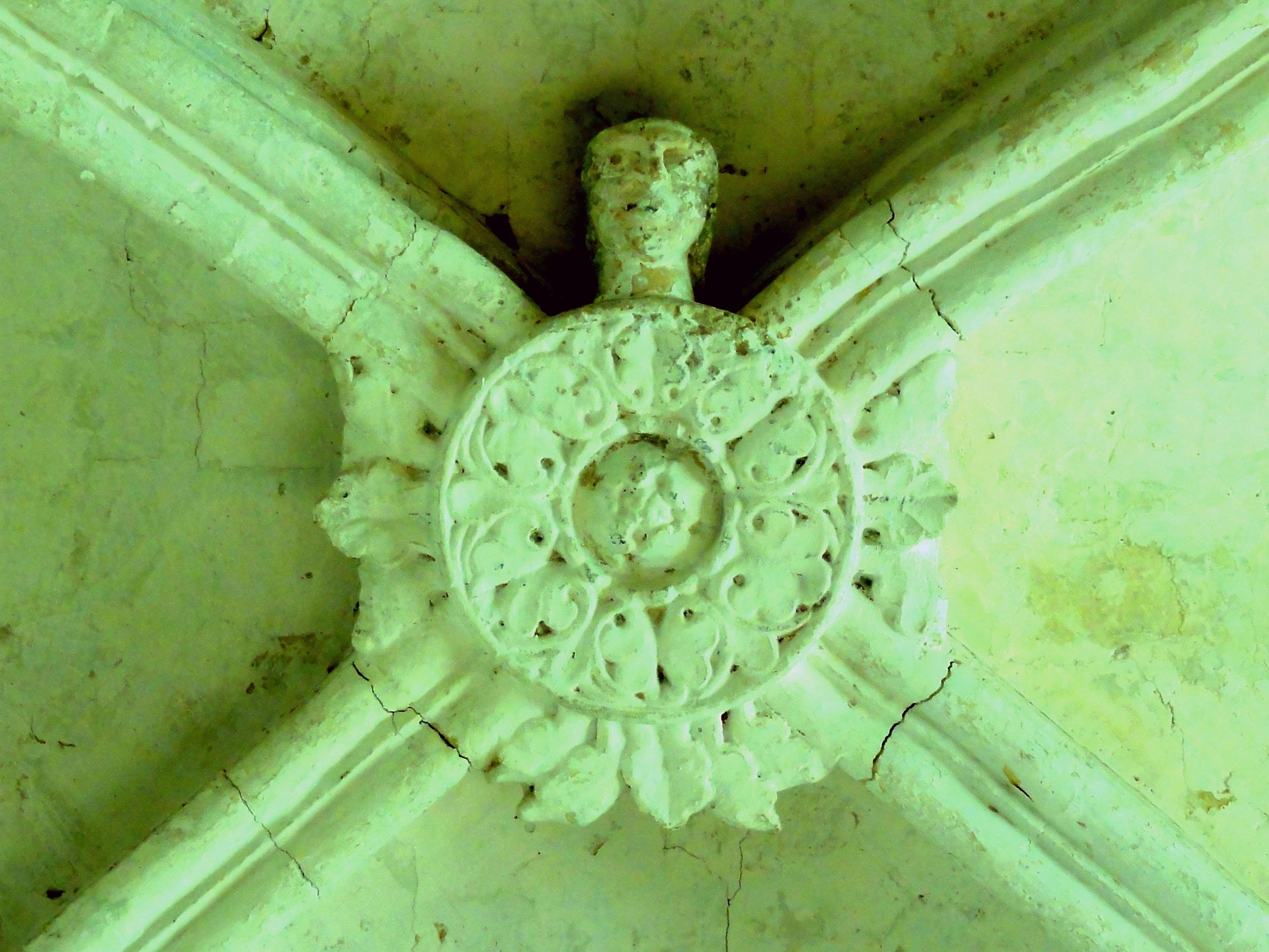
Clé de voûte de la nef.

#### Ancien transept et base du clocher
La travée du collatéral sud ayant remplacé l'ancien croisillon ne se distingue pas des collatéraux de la nef. Son mur a toutefois été abattu pour établir la communication avec la base du clocher. L'on y remarque surtout les ébrasements arrondis des fenêtres, qui sont assez curieux. Les ogives sont garnis d'un tore en profil d'amande. Tout comme les formerets, ils se fondent dans les murs côté nord, et retombent sur des colonnettes engagées uniques au sud. L'humidité, le badigeonnage et des réparations sommaires ont fait disparaître tous les détails. — À l'intersection entre l'ancienne croisée et le chœur, le quatrième pilier sud du vaisseau central supporte la chaire à prêcher, ce qui montre que l'ancienne croisée a été fonctionnellement intégrée dans la nef. La voûte est également analogue à celles de la nef. Vers l'ancien croisillon nord du premier tiers du XIIIe siècle, les deux piles nord de l'ancien clocher n'ont pas été supprimées, contrairement aux piles sud. La pile fasciculée nord-ouest a déjà été évoquée. La pile nord-est a été plus profondément remaniée, car plus aucune colonnette d'origine ne subsiste. Elles ont été remplacées par une colonnette de plan carré vers l'ouest, et deux grosses colonnes semblables aux piliers des grandes arcades vers le sud et vers l'est. Quant à l'ancien croisillon nord, il a également été rongé par l'humidité, et ses murs sont couverts de salpêtre. L'arcade vers ce croisillon ainsi que toutes celles du vaisseau nord à partir de cette travée sont étayées. Le mobilier a été en partie retiré, en partie entassé. Cette partie de l'église est désaffectée.

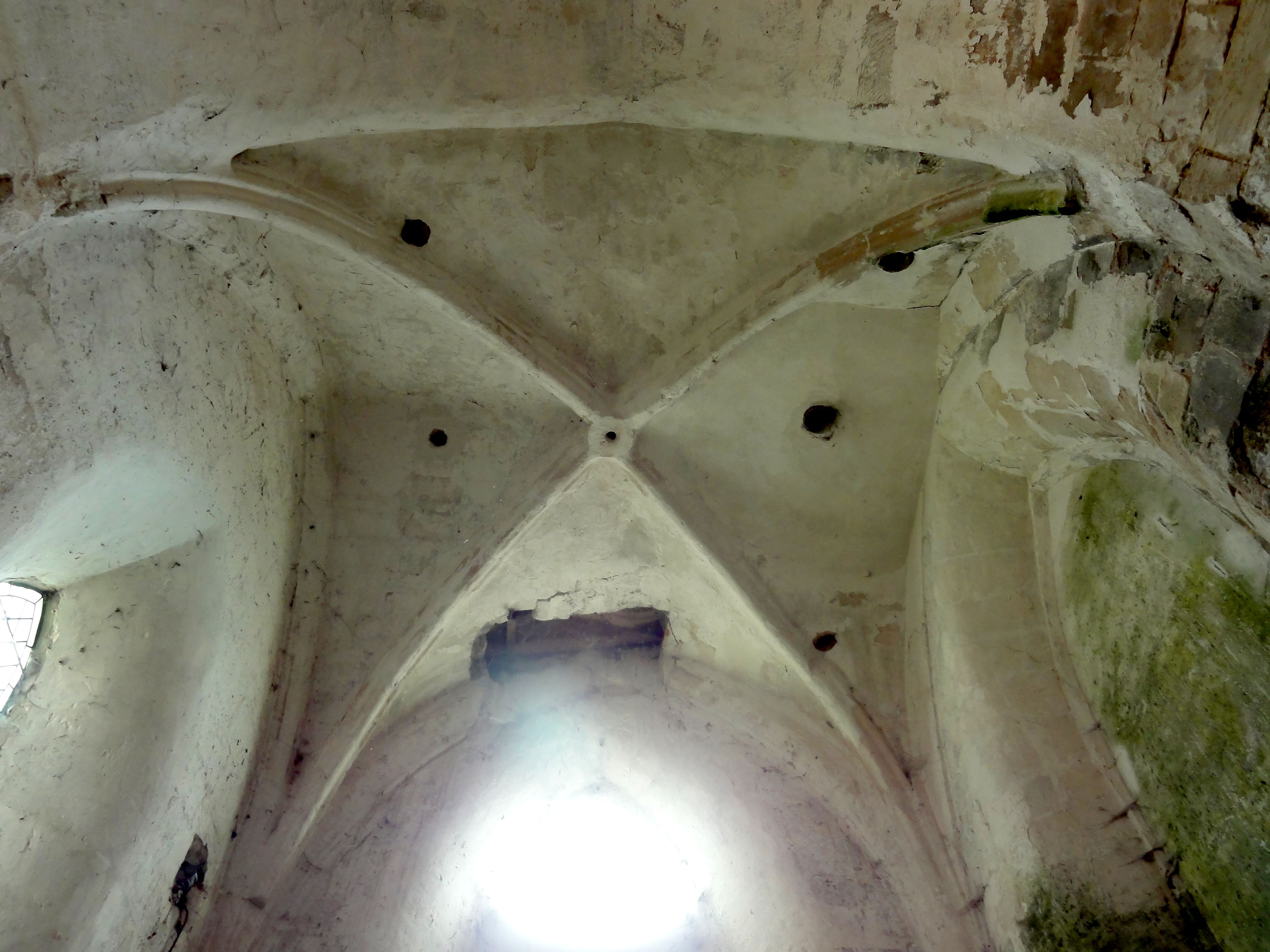
Voûte de la base du clocher.
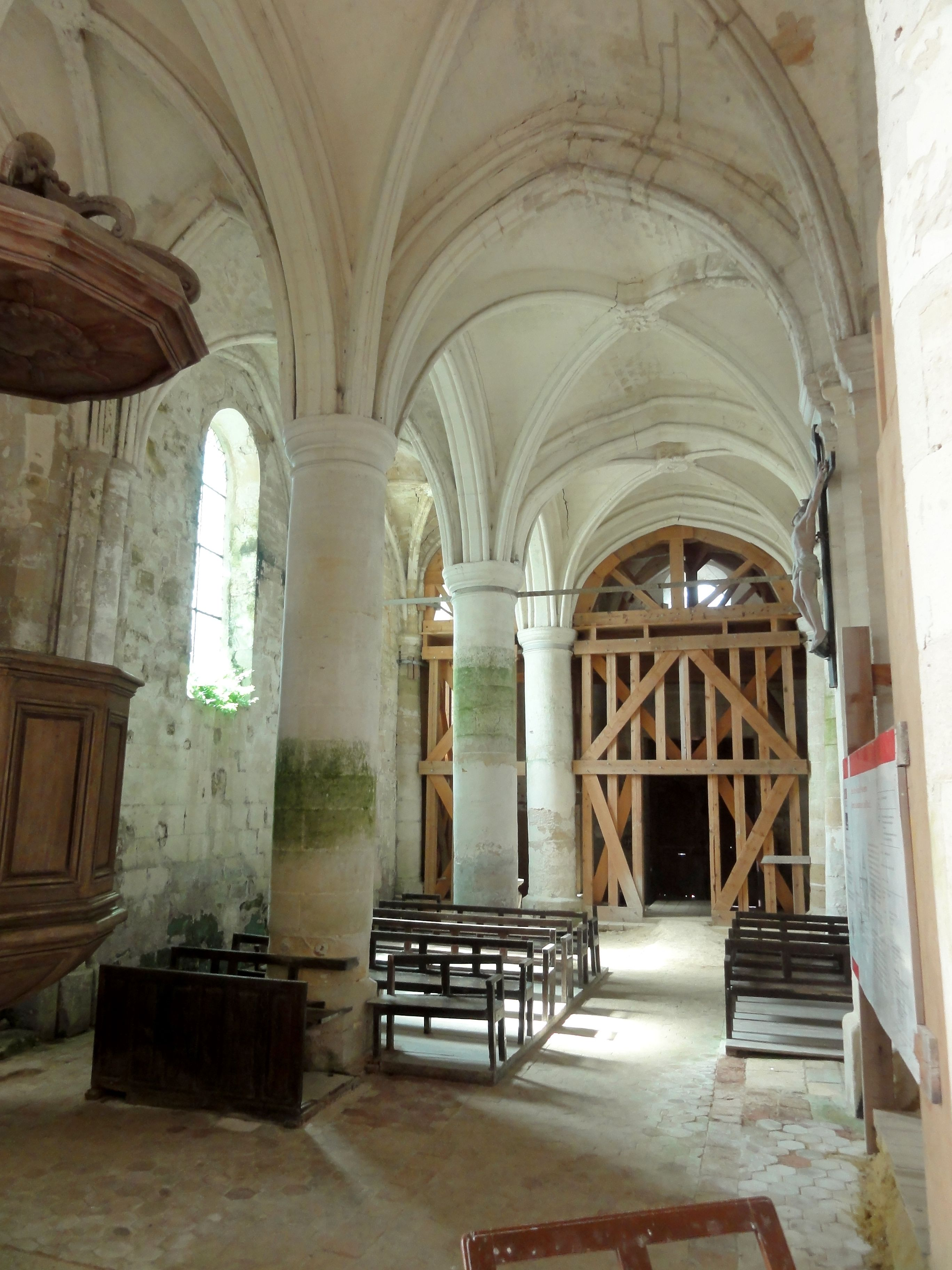
Ancienne croisée, vue vers l'ouest.
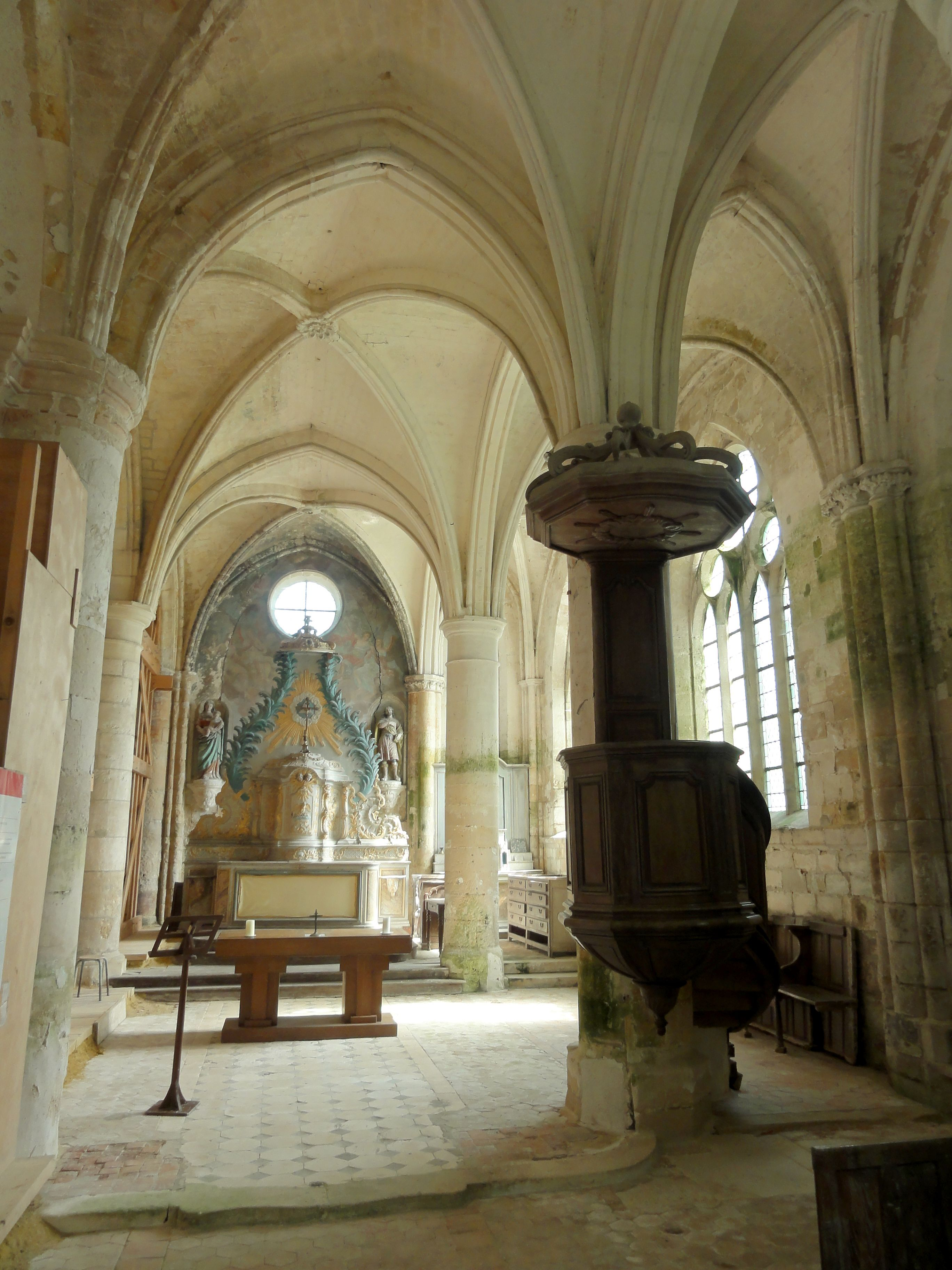
Ancienne croisée, vue vers l'est.
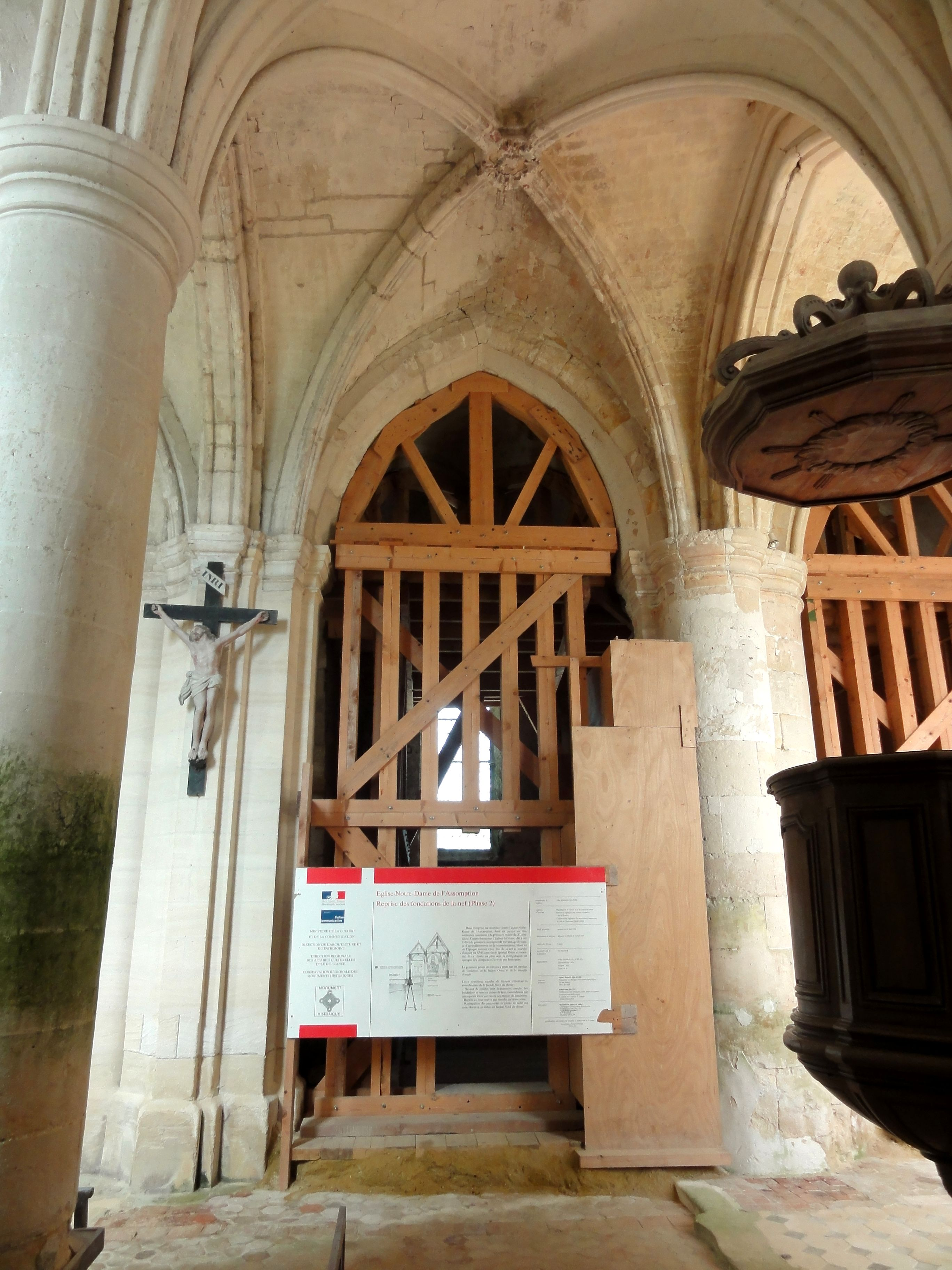
Ancien transept, vue sud-nord.
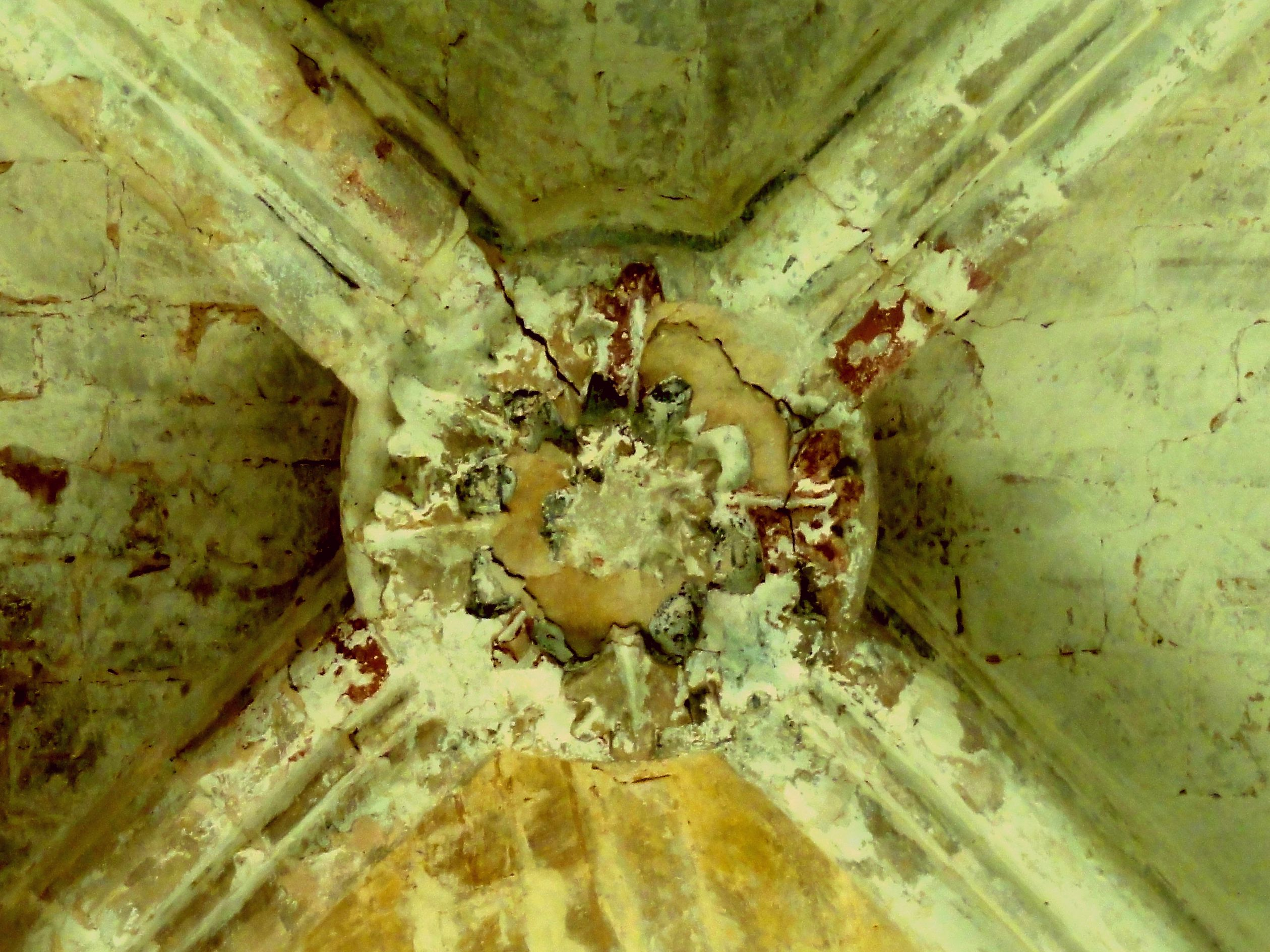
Ancienne croisée, clé de voûte.
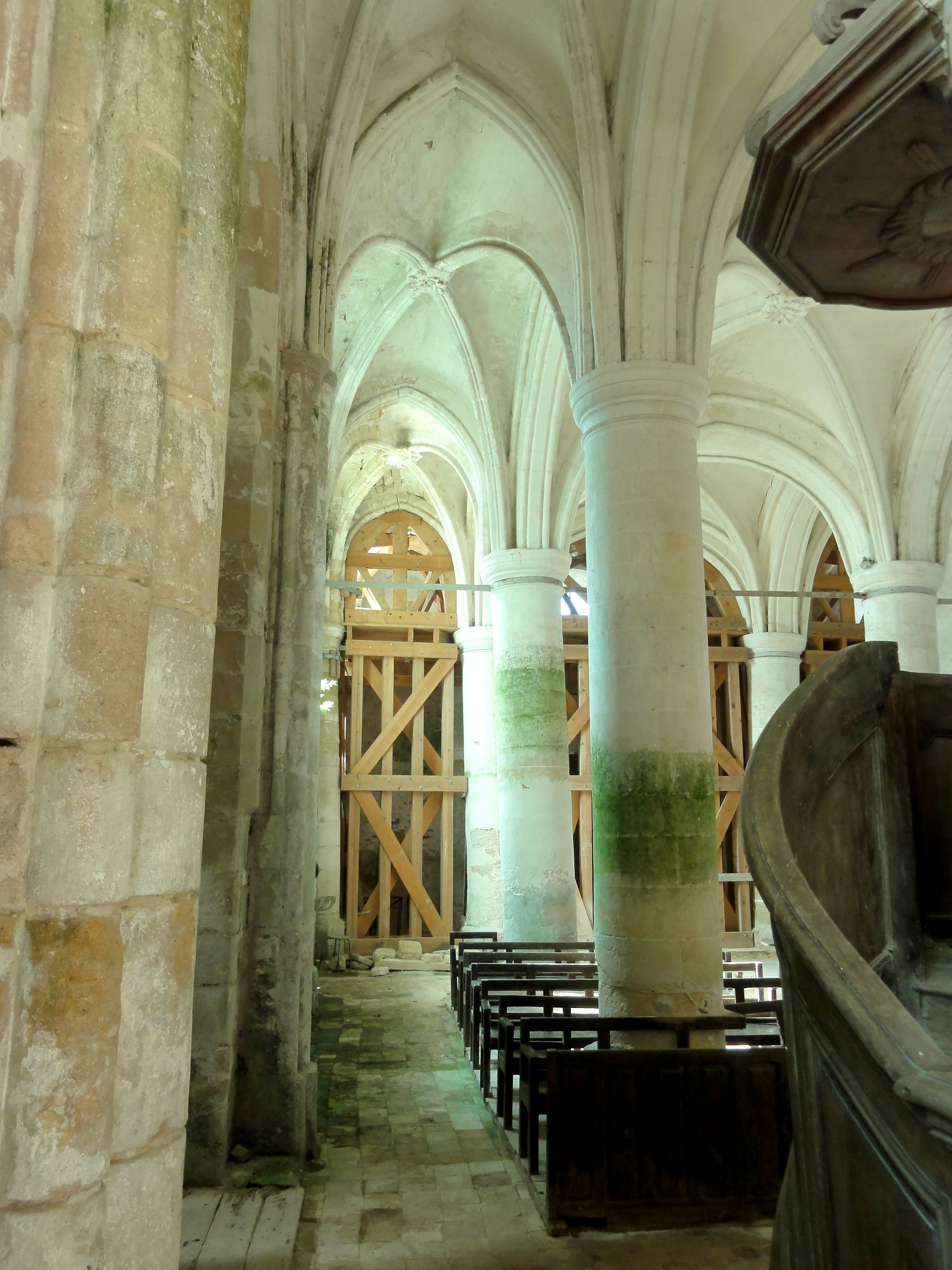
Collatéral sud de l'ancienne croisée.

#### Chœur et chapelles latérales

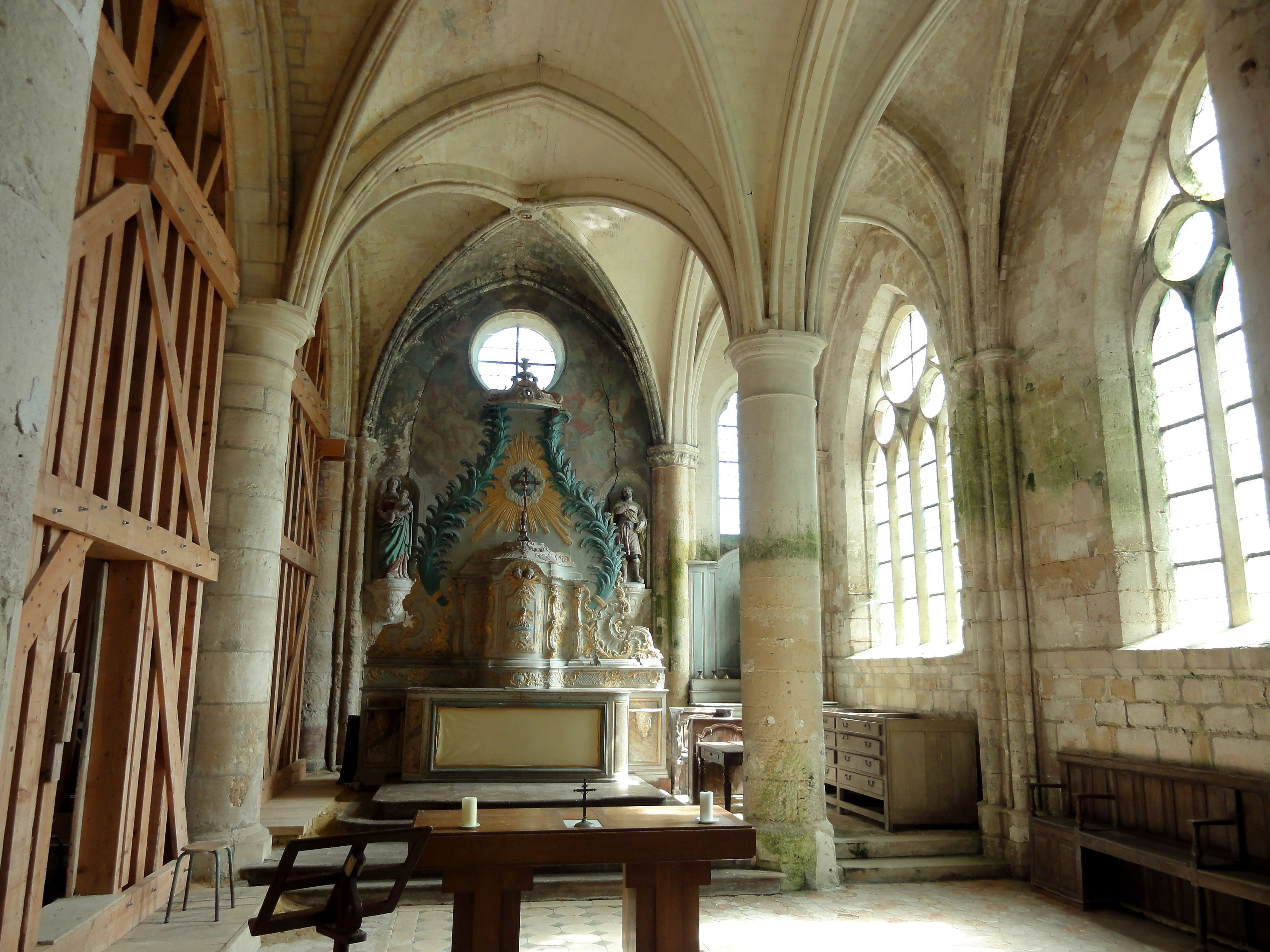
Chœur, vue vers l'est.

Aucune rupture de style ne peut être constatée entre le chœur et la nef. Les voûtes sont toujours les mêmes, et les piliers également à peu près, à l'exception des chapiteaux qui comportent un astragale à leur base. La décoration des chapiteaux des grandes arcades se résume toujours à des moulures simples, ce qui trahit l'extrême économie qui devait régner lors du remaniement des supports. Les chapiteaux le long des murs ont heureusement été épargnés lors de la reprise en sous-œuvre des grandes arcades, ce qui ne veut pas dire qu'ils ont tous été préservés : à gauche du chevet l'on ne distingue plus que les tailloirs, et dans l'angle sud-est du collatéral ainsi qu'entre la cinquième et la sixième travée au sud, il paraît que des bagues remplacent les chapiteaux, raccordées aux colonnettes à force de plâtre. Ce n'est donc qu'à droite du chevet, ainsi qu'entre la quatrième et la cinquième travée du sud (soit à l'intersection entre l'ancien croisillon sud et le collatéral sud du chœur) que des chapiteaux complets subsistent. Ils présentent un décor végétal bien découpé, et les corbeilles sont de faible hauteur, comme au XIVe siècle. Puisque les deux grandes fenêtres au sud du collatéral datent de la même période, l'on peut supposer que le collatéral tout en entier ait été élevé au XIVe siècle. Sachant que le vaisseau central du chœur date du premier tiers du XIIIe siècle, tout en présentant exactement le même type de voûtement, la question de l'époque du voûtement de la nef et de ses collatéraux n'est pas résolu. — Restent à mentionner les deux chapelles Renaissance du nord. Elles sont d'une grande simplicité et mal construites, comme fréquemment à cette période. Les seuls détails que l'on puisse encore y observer sont deux chapiteaux le long du mur, agrémentés d'un rang de rais de cœur et d'un rang de fleurs à cinq pétales assez naturalistes. Aucun emprunt direct aux ordres de l'architecture antique n'a été fait.

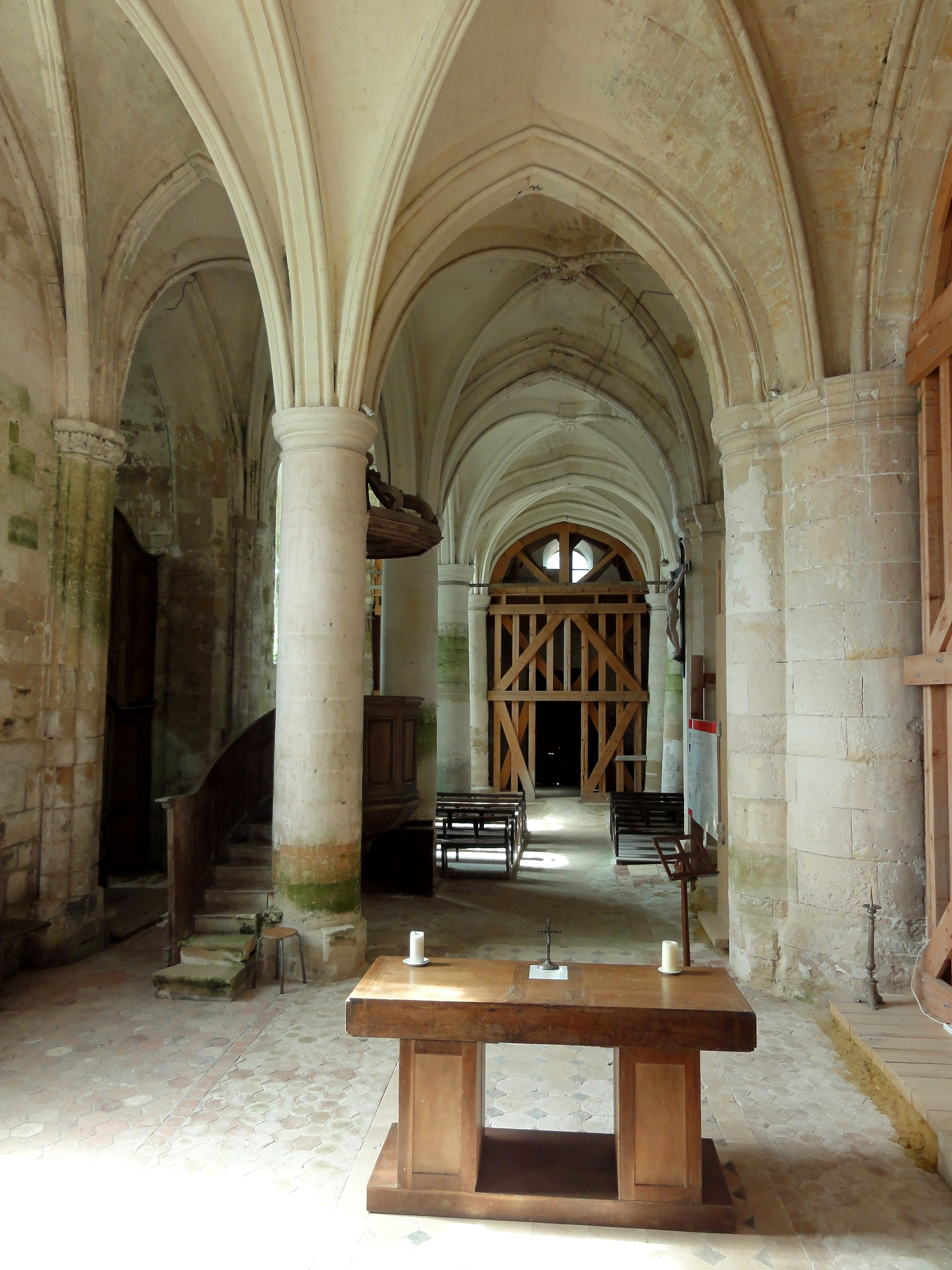
Chœur, vue vers l'ouest.
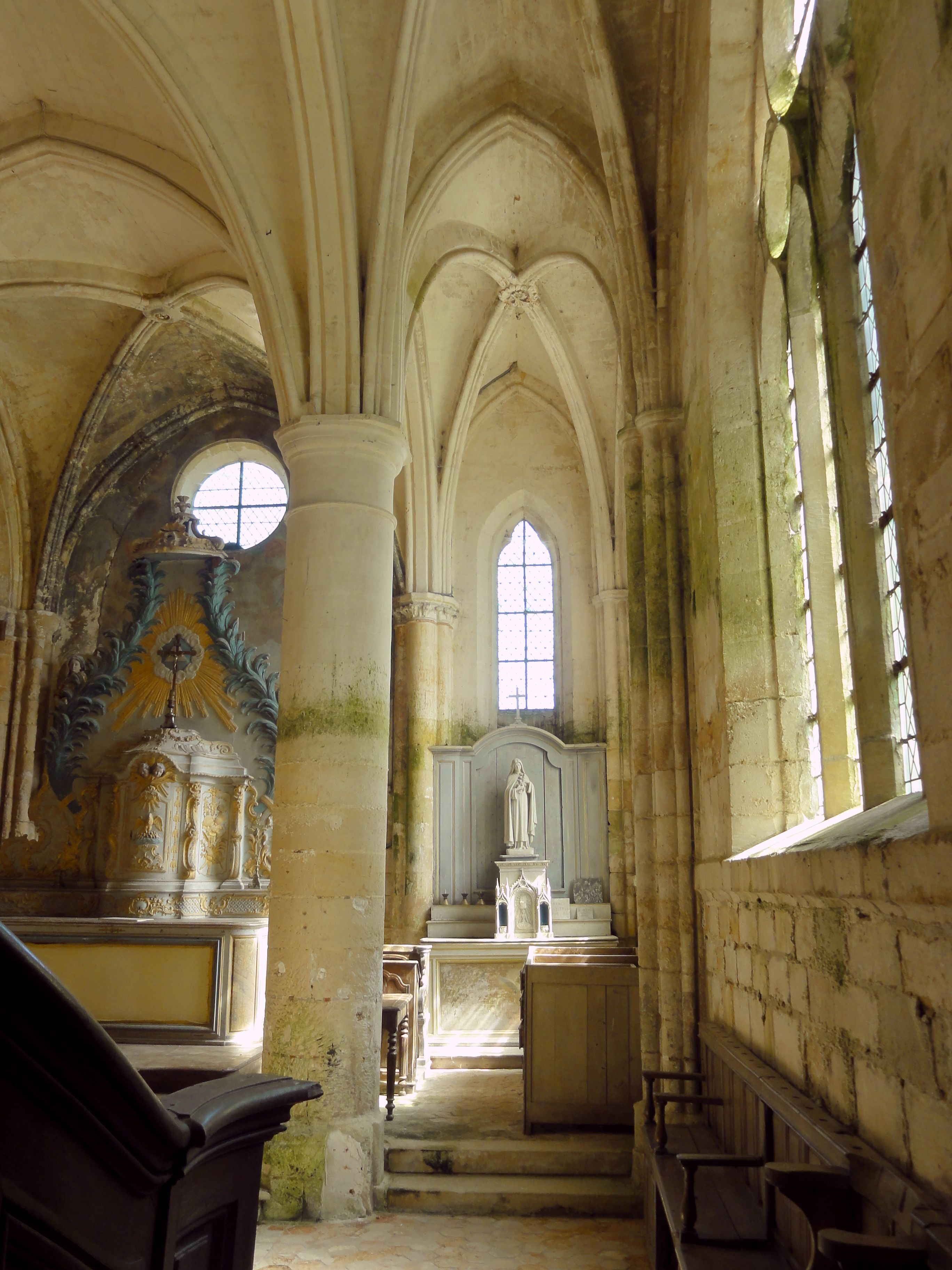
Collatéral sud, vue vers l'est.
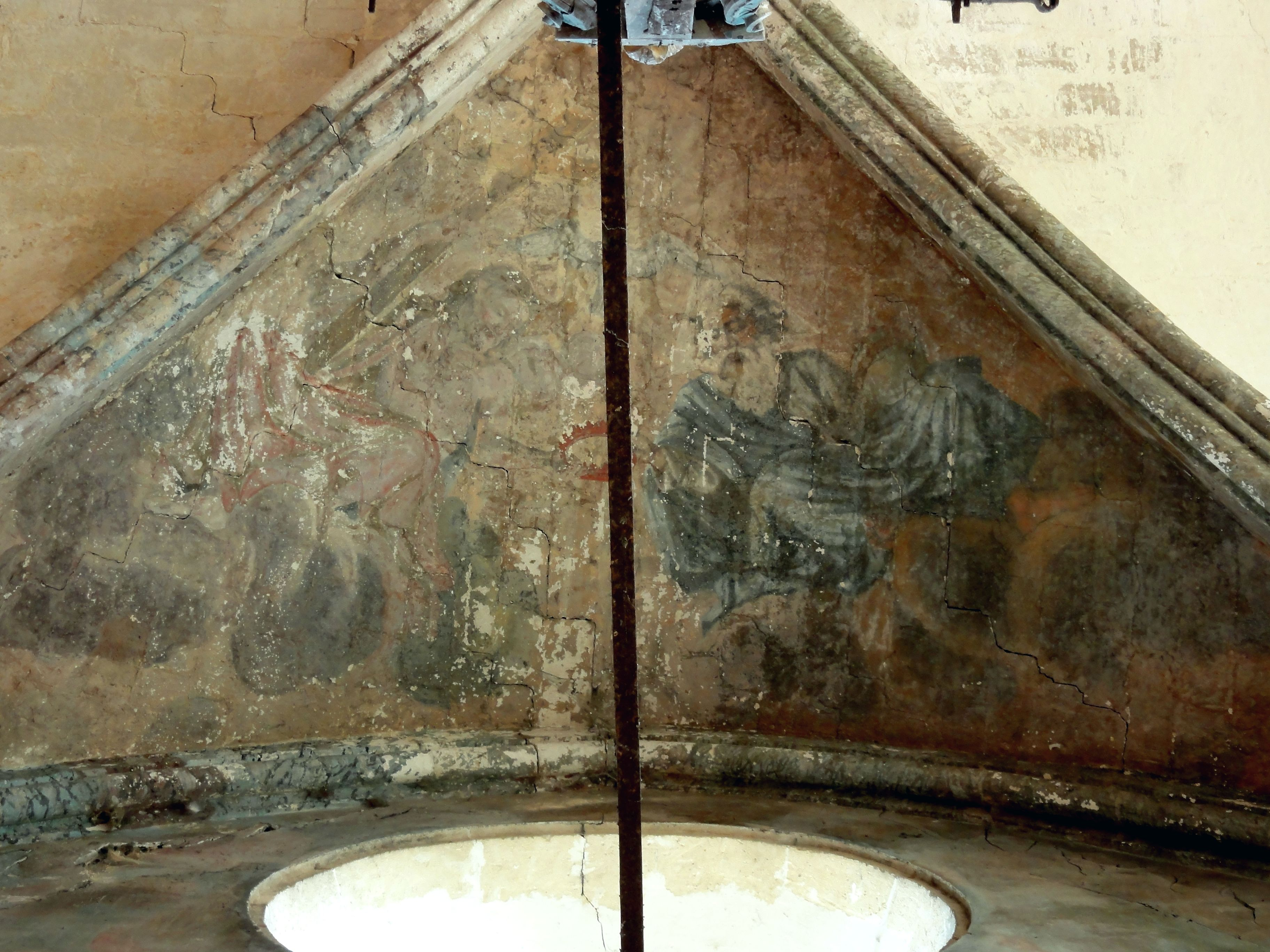
Peinture murale sur la voûte de la dernière travée.
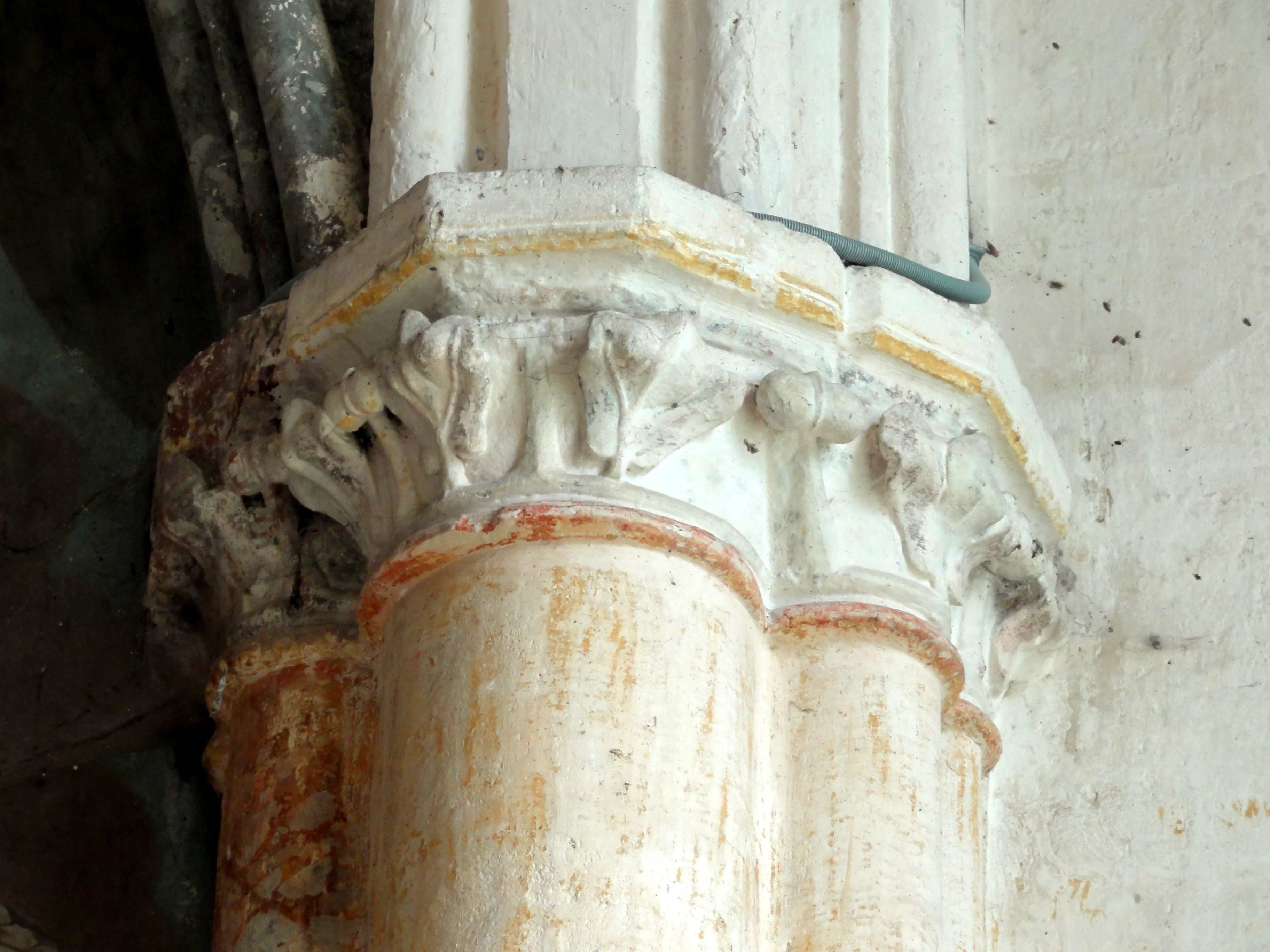
Chapiteaux à la fin des grandes arcades du sud.
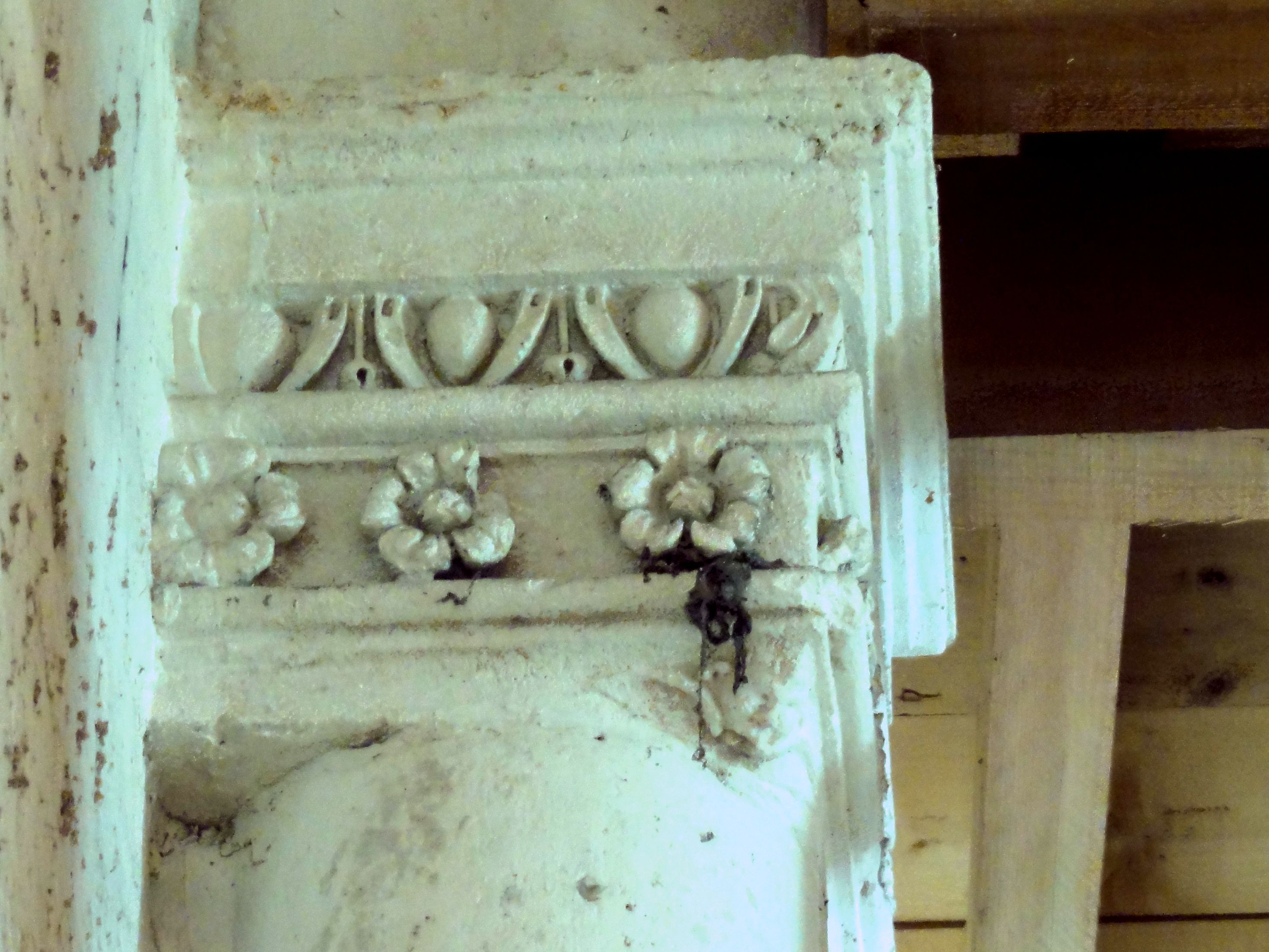
Chapiteau de la chapelle Renaissance.

## Mobilier
L'église Notre-Dame-de-l'Assomption renferme six éléments de mobilier classés monument historique au titre objet, relevant tous du domaine de la sculpture :
- un groupe sculpté en pierre, représentant une Vierge de Pitié, haute de 100 cm et large de 150 cm, datant du XVe siècle[5] ;
- une statuette en pierre de saint Roch, haute de 50 cm et datant du XVIe siècle[6] ;
- une statue en pierre polychrome de la Vierge à l'Enfant, haute de 160 cm et datant de la fin du XVIIe siècle. Elle correspond dans sa facture à la statue de saint Joseph[7] ;
- une statue en pierre polychrome de Joseph, datant de la fin du XVIIe siècle / limite XVIIIe siècle. Elle correspond dans sa facture à la statue de la Vierge à l'Enfant[8] ;
- le maître-autel, portant un tabernacle à porte convexe, flanqué de deux ailes concaves, avec le retable majeur, ensemble en bois taillé et stuc daté du premier quart du XVIIIe siècle[9] ;
- la dalle funéraire à effigie gravée de Bartholomé N..., curé d'Haravilliers, mort en 1366[10].

Un groupe sculpté de matière indéterminée, représentant l'Éducation de la Vierge par sainte Anne, haute de 80 cm environ et datant du dernier quart du XVe siècle, a été volé le 25 janvier 1964. Il est à noter que la Pietà, la statuette de saint Roch et la dalle funéraire ont quitté leur emplacement habituel au moment de la pose des étais.

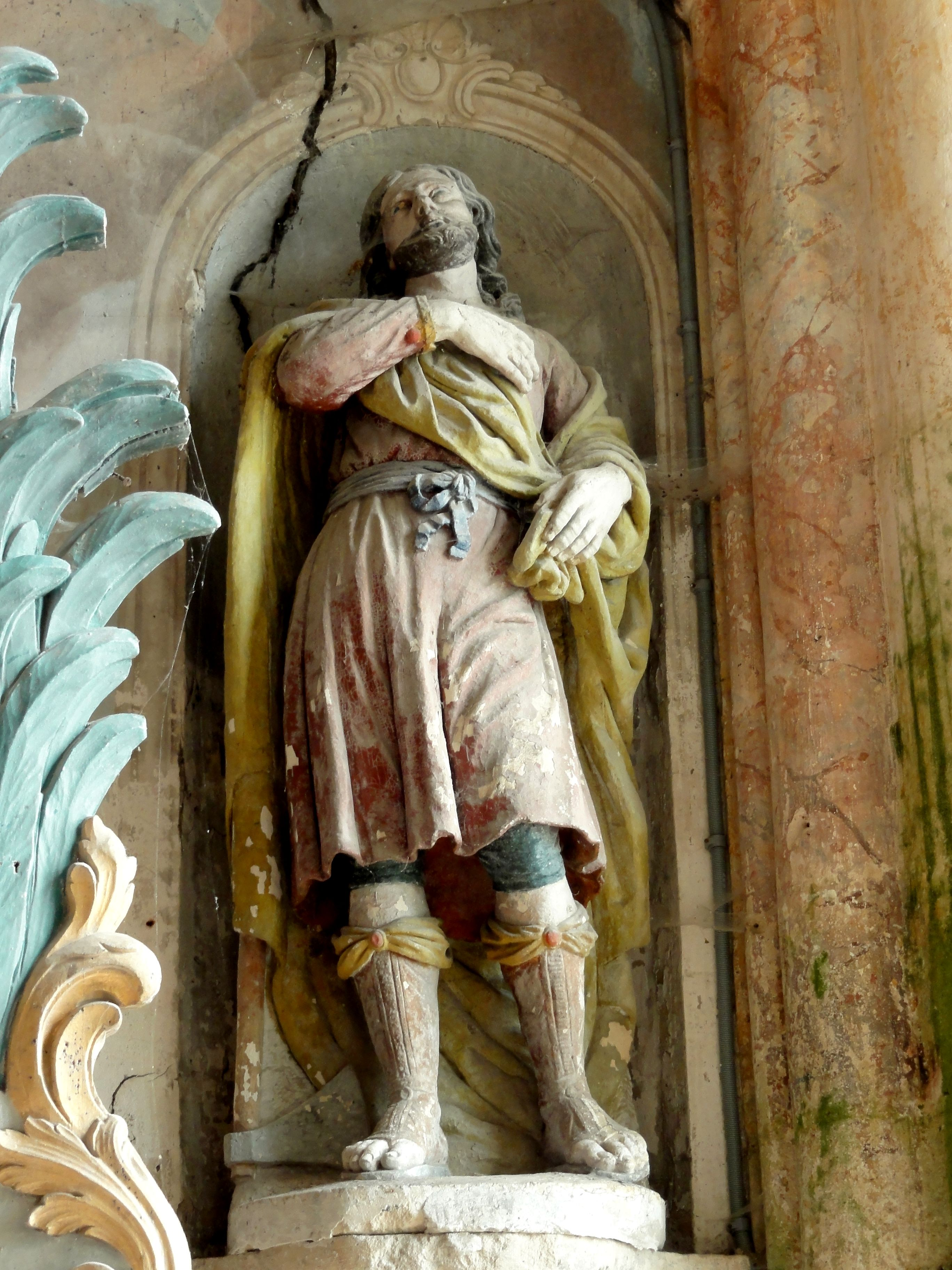
Saint Joseph.
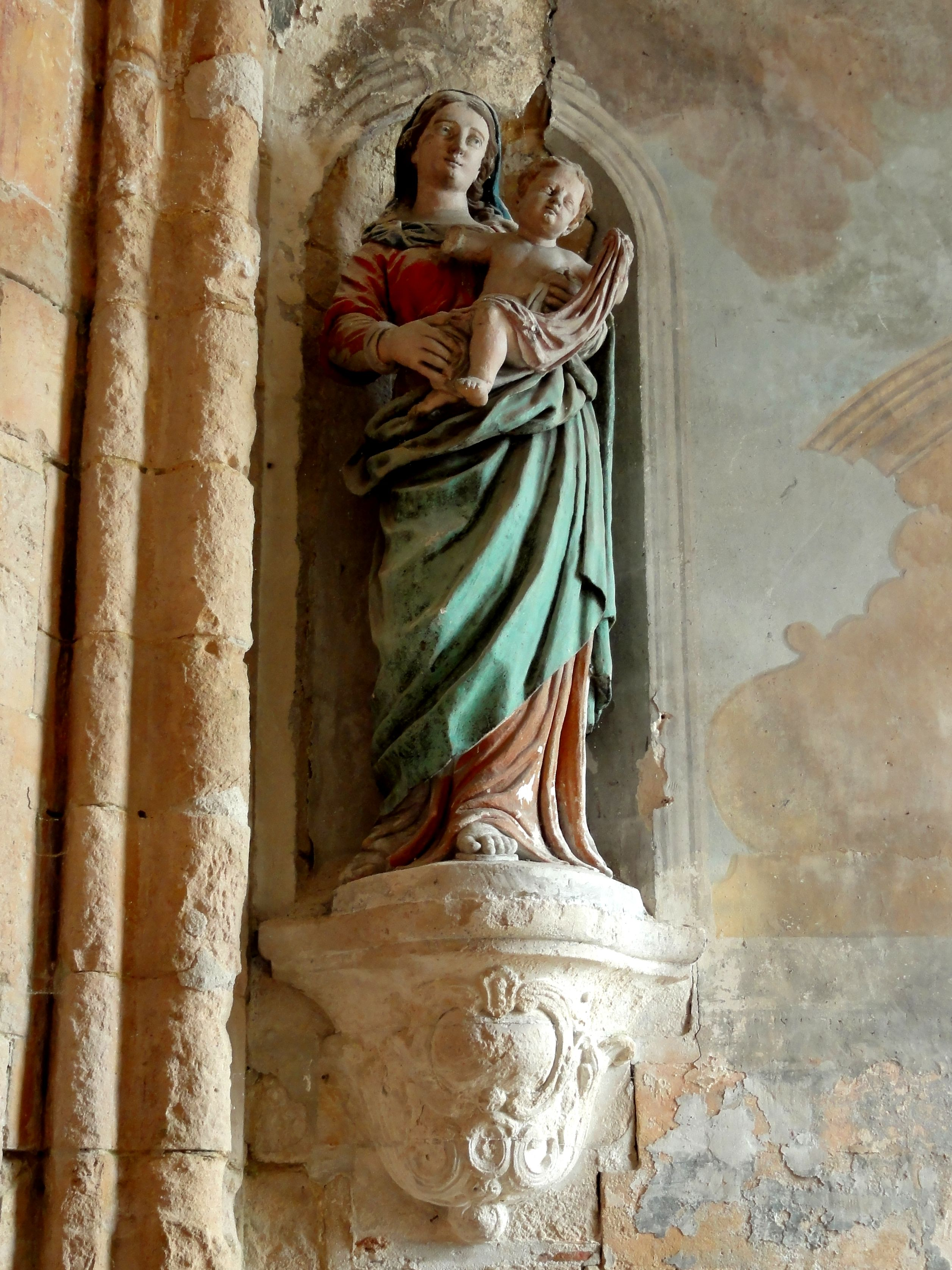
Vierge à l'Enfant.
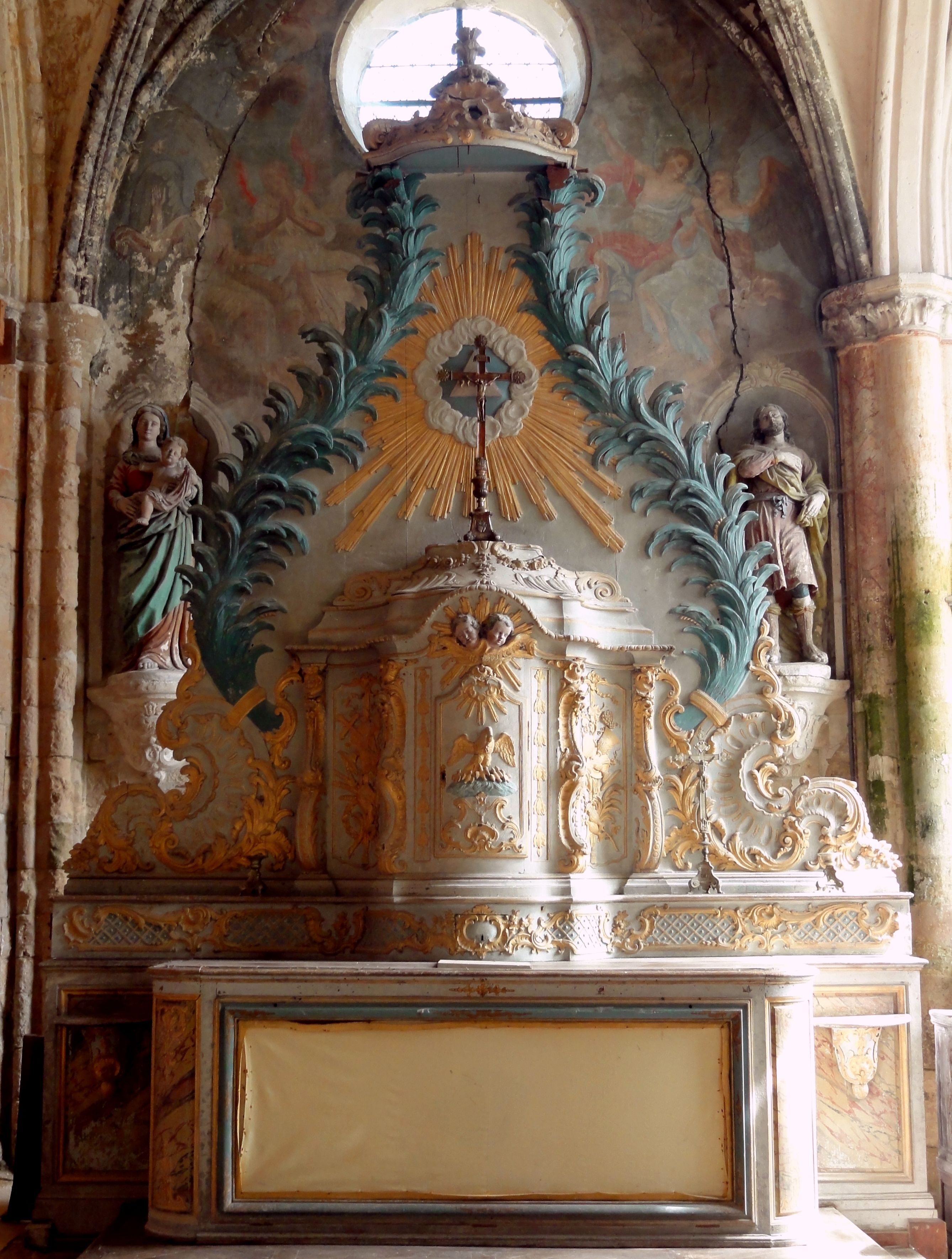
Maître-autel.
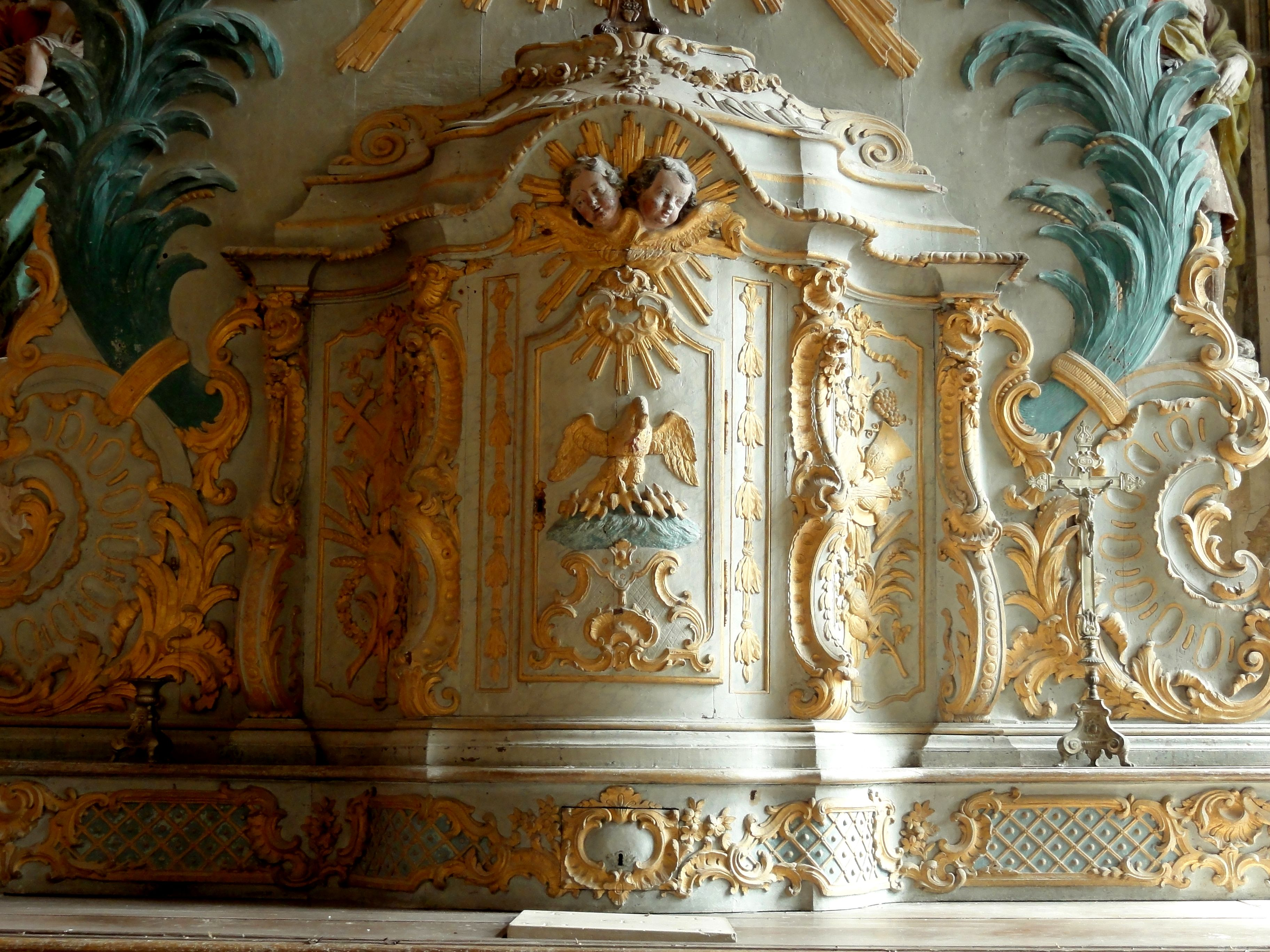
Tabernacle.